# Relazioni bilaterali tra Iran e Israele
Le relazioni bilaterali tra Iran e Israele possono essere suddivise in quattro distinte fasi principali: il primo periodo che va dal 1947 al 1953; il seguente periodo amichevole durante l'era della dinastia Pahlavi dal 1953 al 1979; il periodo di peggioramento che va dalla Rivoluzione iraniana del 1979 al 1990 ed infine l'ostilità crescente dalla fine della guerra del Golfo (1991) in poi.
Nel 1947 l'Iran fu tra i 13 paesi che votarono contro il Piano di partizione della Palestina. Due anni dopo espresse la propria contrarietà nei riguardi dell'ammissione di Israele all'Organizzazione delle Nazioni Unite; nonostante ciò divenne il 2º paese a maggioranza musulmana a riconoscere la piena legittimità del nuovo Stato ebraico come entità sovrana subito dopo la Turchia. A seguito del colpo di Stato del 1953 (l'operazione Ajax), quando il re Mohammad Reza Pahlavi destituì il fautore dello statalismo Mohammad Mossadeq ed installò al suo posto un governo schieratosi apertamente come filo-occidentale, le relazioni tra i due paesi presero sensibilmente a migliorare.
Dopo la Rivoluzione del 1979 che portò al potere Ruhollah Khomeyni, come detto, l'Iran recise di fatto tutti i legami diplomatici e commerciali con il vicino, tanto che la sua dirigenza islamica Sciita non riconobbe più la legittimità di Israele ad esistere in quanto Stato-nazione.
La svolta la quale condusse al passaggio dalla "pace fredda" all'ostilità più accesa iniziò nei primi anni del decennio 1990, poco dopo la dissoluzione dell'Unione Sovietica e la sconfitta del Al-Quwwat al-Barriyya al-ʿIrāqiyya durante la "tempesta del deserto" diretta dalla presidenza di George H. W. Bush, dopo di che il ruolo di relativa potenza regionale in Medio Oriente si spostò proprio in direzione del binomio Iran-Israele.
Il conflitto si intensificò sempre più da qual momento in poi, soprattutto quando il governo di Yitzhak Rabin adottò una posizione più aggressiva nei confronti del rivale. La "guerra retorica" si accese fino a giungere a livelli mai raggiunti prima durante la presidenza di Mahmud Ahmadinejad il quale fece ripetutamente dichiarazioni pubbliche incendiarie contro Israele ("cancellarlo dalla carta geografica"!).

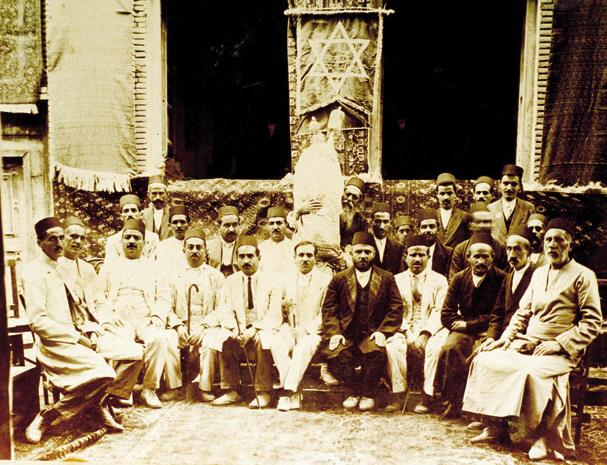
Ebrei iraniani a Hamadan nel 1917.

Altri fattori che contribuirono all'escalation delle tensioni includono:

1. lo sviluppo della tecnologia nucleare da parte dell'Iran in relazione alla dottrina Begin da lungo dichiaratamente espressa;
2. il finanziamento iraniano di gruppi come Hezbollah, Movimento per il Jihad Islamico in Palestina e Hamas (considerate organizzazioni terroriste da parte Israele);
3. il presunto coinvolgimento in attacchi terroristici come l'attacco all'ambasciata israeliana nell'attentato di Buenos Aires del 1992 e a seguire l'attentato di Buenos Aires del 1994;
4. il presunto appoggio israeliano a gruppi come i Mojahedin del Popolo Iraniano o a Jundallah (considerate organizzazioni terroriste da parte dell'Iran);
5. ed infine anche le presunte operazioni segrete compiute in Iran da parte del Mossad tra cui omicidi mirati ed esplosioni d'installazioni di ricerca segnalate come pericolose per la sicurezza nazionale.[2]

## Tabella di comparazione
|                                      | Iran                                                          | Israele                                                                                           |
| ------------------------------------ | ------------------------------------------------------------- | ------------------------------------------------------------------------------------------------- |
| Popolazione                          | 81.353.100 (2018)                                             | 8.840.020 (2018)                                                                                  |
| Superficie                           | 1.648.195 km² (636,372 sq mi)                                 | 20.770/22.072 km² (8,019/8,522 sq mi)                                                             |
| Densità di popolazione               | 49/km2 (128/sq mi)                                            | 401/km2 (1,037/sq mi)                                                                             |
| Capitale                             | Teheran                                                       | Gerusalemme (disputata)                                                                           |
| Maggiore città                       | Teheran                                                       | Gerusalemme                                                                                       |
| Forma di governo                     | Stato unitario, Repubblica islamica                           | Sistema parlamentare, Democrazia                                                                  |
| Capo di Stato in carica              | Ebrahim Raisi                                                 | Isaac Herzog                                                                                      |
| Lingua ufficiale                     | Lingua persiana                                               | Lingua ebraica                                                                                    |
| Religioni maggiori                   | Sciismo 90-95% Sunnismo 4-8% Cristianesimo 1% Ebraismo <0.1%. | Ebraismo 74,7% Islam 17,7% (soprattutto Sunniti) Cristianità 2% Drusi 1,6% Altri/Sconosciuti 4,1% |
| Prodotto interno lordo (nominale)    | 405.540 miliardi di dollari statunitensi ($5,193 pro capite)  | 305.707 miliardi ($38,004 pro capite)                                                             |
| PIL (PPA) (Vedi Stati per PIL (PPA)) | 974.406 miliardi ($12,478 pro capite)                         | 286.840 miliardi ($35,658 pro capite)                                                             |
| Spese militari                       | 7.463 miliardi (1,8% del PIL)                                 | 16.5 miliardi (6,5% del PIL)                                                                      |

## Storia

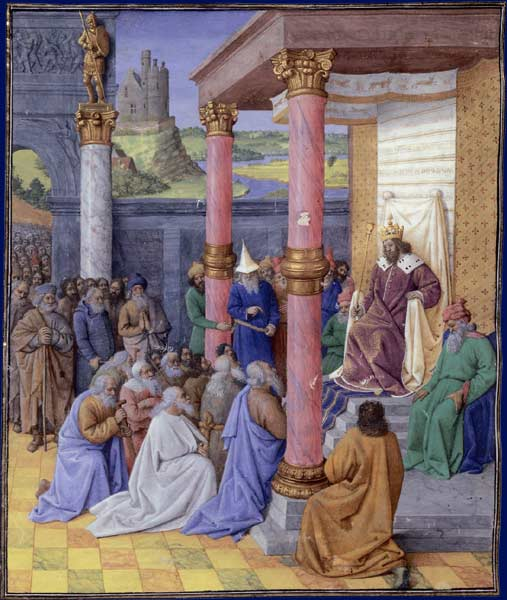
Ciro II di Persia libera gli ebrei dall'esilio babilonese per reinsediare e ricostruire Gerusalemme. Miniatura di Jean Fouquet.

### Era pre-moderna
L'inizio della storia degli ebrei in Iran risale alla tarda epoca di redazione della Tanakh. I rotulus comprendenti il Libro di Isaia, il Libro di Daniele, il Libro di Esdra, il Libro di Neemia, i Libri delle Cronache e il Libro di Ester contengono tutti riferimenti tanto accurati quanto preziosi all'esperienza e alle vicende esistenziali del popolo ebraico in Persia.
Nel libro di Esdra il re dei persiani Ciro II di Persia è accreditato per aver permesso e consentito agli ebrei di ritornare a Gerusalemme e quindi anche a ricostruire il loro Tempio dopo l'esilio babilonese. La sua riedificazione fu eseguita "secondo il decreto di Ciro e Dario I di Persia e Artaserse I di Persia, sovrani della Persia" (Esdra 6:14). Si dice che ciò abbia avuto luogo alla fine del VI secolo a.C., quando in Persia vi era presente già una comunità ebraica ben radicata ed influente.
Gli ebrei persiani hanno vissuto nei territori dell'Iran odierno per oltre 2.700 anni, sin dalla prima diaspora ebraica quando Shalmaneser V conquistò il regno di Israele settentrionale (nel 722 a.C.) e trasferì forzosamente i suoi cittadini nel Grande Khorasan. Nel 586 a.C. la Civiltà babilonese espulse una grande parte popolazione ebraica dal regno di Giuda facendogli subire la deportazione a Babilonia. L'emigrazione degli ebrei nell'antica Persia venne vissuta per lo più esclusivamente all'interno delle proprie comunità di appartenenza.
Il Ketuvim della Bibbia ebraica termina nel Secondo libro delle Cronache con l'annuncio del decreto fatto promulgare da Ciro, nel quale si restituì agli esuli il diritto di ritorno da Babilonia alla Terra Promessa insieme ad una commissione addetta alla ricostituzione del tempio (quello che diverrà di l' a poco il Secondo Tempio.
Questo stesso editto è anche completamente riprodotto nel libro di Ezra:
Come risultato di questa politica gli ebrei lo onorarono come un sovrano dignitoso e giusto; tuttavia non vi sono prove certe che la dichiarazione rifletta un atteggiamento favorevole unico nei loro confronti; piuttosto potrebbe aver fatto parte della sua rinomata tolleranza verso la cultura e la religione della gente caduta sotto il suo governo.
La natura storica di tale decreto è stata anche contestata. Il professor Lester L Grabbe sostiene che non esisteva alcun decreto, bensì una politica reale che consentiva agli esuli di tornarsene nelle loro terre e ricostruire i loro edifici templari. Sostiene inoltre che l'archeologia suggerisce che il ritorno è stato un "rivolo", che si è svolto nell'arco di - forse - decenni, con una popolazione massima coinvolta di circa 30.000 unità.
L'esperto di studi biblici Philip R. Davies ha definito l'autenticità del decreto "dubbioso" - citando Grabbe - e aggiungendo che J. Briend ha contestato "l'autenticità di Ezra 1.1-4" nel documento conservato all'Institut catholique de Paris il 15 dicembre 1993, negando che assomigli alla forma di un documento ufficiale, ma che rifletta invero un linguaggio da profetismo biblico.
Mary Joan Winn Leith crede altresì che il decreto in Esdra potrebbe effettivamente essere considerato autentico e - insieme al Cilindro di Ciro, come alle regole precedenti - era esattamente attraverso questi decreti che stava cercando di ottenere il sostegno di coloro che avrebbero anche potuto divenire nel prosieguo degli alleati strategicamente importanti, in particolare quelli vicini all'Antico Egitto che desiderava conquistare.
Ha anche scritto che "gli appelli a Marduk presenti nel cilindro e a Yahweh nel decreto biblico dimostrano la tendenza persiana a cooptare le tradizioni religiose e politiche locali nell'interesse del controllo imperiale".
Sempre secondo la Bibbia Ciro ordinò di ricostruire il Secondo Tempio nello stesso luogo preciso ove sorgeva il primo; tuttavia egli morì prima che tutto ciò fosse stato completato. Dario I di Persia salì quindi al potere nell'impero persiano e fu quindi lui ad ordinare il completamento dei lavori per il Tempio. Seguendo il testo biblico i profeti Aggeo e Zaccaria sollecitarono a più riprese quest'operazione. Il Tempio risultò essere pronto per la consacrazione definitiva nella primavera del 515 prima dell'era volgare, più di vent'anni dopo il ritorno degli ebrei a Gerusalemme.
Secondo il Libro di Ester durante il regno del re persiano "Assuero", generalmente identificato come Serse I di Persia (figlio di Dario il Grande) nel VI secolo a.ev, il visir Aman istigò una cospirazione per far assassinare tutti gli ebrei ancora residenti nell'antica Persia. La trama ordita con l'inganno venne però sventata dalla regina Ester la quale ordinò l'impiccagione di Haman e dei suoi dieci figli. Questo evento è celebrato fino ai giorni nostri nella festività ebraica di Purim.

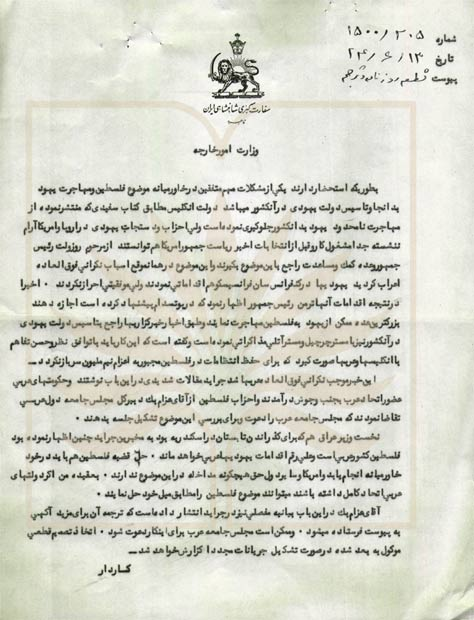
La storica lettera dell'ambasciatore iraniano a Il Cairo del 1945.

### Dal 1947 al 1979
Nel 1947 l'Iran divenne una delle 11 nazioni selezionate per formare un "Comitato speciale per la Palestina" (UNSCOP) con lo scopo di raccomandare una risoluzione sulla questione del mandato britannico della Palestina. Dopo molte discussioni la commissione presentò un piano di partizione, che ebbe il sostegno di 8 membri del comitato. L'Iran, assieme all'India e alla Jugoslavia vi si opposero, prevedendo che avrebbe portato ad un'escalation di violenza incontrollabile.
Mantenendo l'idea che la pace potesse essere stabilita solo attraverso un singolo Stato federale l'Iran votò contro il piano di spartizione quando questo fu adottato dall'Assemblea generale delle Nazioni Unite. Lo Scià M. Reza Pahlavi predisse quindi che la divisione avrebbe irrimediabilmente condotto a generazioni di combattimenti.
A partire dalla dichiarazione d'indipendenza israeliana avvenuta il 14 maggio del 1948 e fino alla rivoluzione e alla caduta della dinastia Pahlavi del dicembre 1979, Israele e Iran mantennero degli stretti ed amichevoli legami. L'Iran era stato il 2º paese a maggioranza musulmana a riconoscere ufficialmente Israele come una nazione sovrana poco dopo la Turchia.

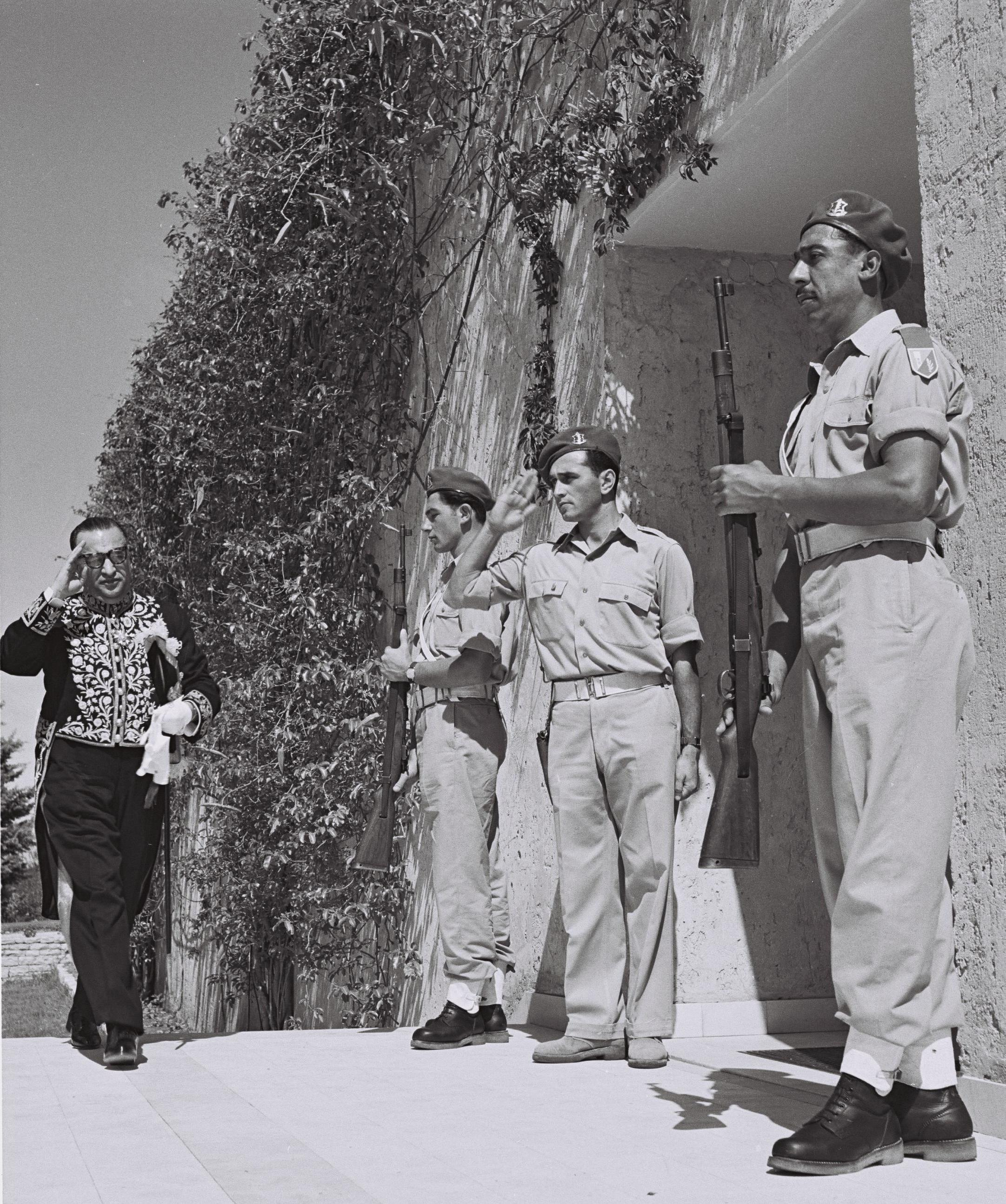
Il ministro iraniano Reza Saffinia arriva alla casa del presidente di Israele Chaim Weizmann a Rehovot su Yom Ha'atzmaut, 1950.

Lo Stato ebraico da parte sua considerava l'Iran come un alleato naturale in quanto rappresentava una potenza non araba ai margini del mondo arabo, in accordo con il concetto espresso da David Ben Gurion di "un'alleanza della periferia".
Israele aveva una delegazione permanente a Teheran che fungeva da ambasciata de facto, prima che gli ambasciatori venissero reciprocamente ritirati alla fine degli anni 1970.
Alla fine della guerra dei sei giorni l'Iran ha fornito a Israele una parte significativa del suo fabbisogno petrolifero e il petrolio iraniano è stato spedito nei mercati europei attraverso il gasdotto israeliano-iraniano di Eilat-Ascalona. Il vivace commercio ed interscambio è proseguito fino al 1979 con imprese ed ingegneri israeliani attivi in Iran.
El Al, la compagnia aerea israeliana di bandiera, operava voli diretti tra Tel Aviv e Teheran; i collegamenti e i progetti militari bilaterali sono stati mantenuti segreti pur ritenendo che fossero di ben ampio respiro, ad esempio il progetto militare congiunto "Project Flower" (1977-79): un tentativo di sviluppare un nuovo tipo di missile.

#### Debiti
I debiti considerevoli dovuti all'Iran da parte di Israele per gli affari condotti prima della rivoluzione iraniana, dell'ordine di un miliardo di dollari, non furono mai più saldati. Parte del debito proveniva dal petrolio acquistato da Israele, ed una quantità maggiore derivante dal funzionamento dell'oleodotto trans-israeliano e delle relative strutture portuali, che erano una joint venture tra compagnie israeliane e la "National Iranian Oil Company".
Il governo di Israele decise di non pagare il debito in una riunione tenutasi nel 1979 e di concedere quindi l'indennità legale alle aziende che lo dovevano; almeno un conto bancario israeliano è noto per detenere $ 250 milioni dovuti all'Iran. Dagli anni 1980 in poi l'Iran ha fatto causa ai tribunali europei per il pagamento del debito e ha vinto diversi casi in tal senso.
Tuttavia la sua eventuale realizzazione risulta essere giuridicamente complicate dalle sanzioni internazionali emesse contro l'Iran oltre che dal fatto che Israele lo classifica come uno "Stato nemico". Nel maggio del 2015 un tribunale europeo ha ordinato alla "Eilat Ashkelon Pipeline Company" di pagare $ 1,1 miliardi all'Iran, cosa però che Israele si è categoricamente rifiutato di eseguire.

### Dal 1979 al 1989
Giunto dall'esilio dorato parigino l'Ayatollah Ruhollah Khomeyni la campagna per rovesciare lo Shah Reza Pahlavi per Israele, che aveva relazioni relativamente calde e positive con la sua amministrazione, cominciò a divenire un problema di relazioni diplomatiche e non solo). Khomeini dichiarò Israele "nemico dell'Islam" e "Il piccolo Satana": gli Stati Uniti d'America furono a loro volta chiamati "Il Grande Satana".
Nell'immediato periodo che seguì la rivoluzione iraniana del 1979, che assistette alla creazione della Repubblica islamica, l'Iran interruppe ogni rapporto troncando qualsiasi relazione; dichiarazioni ufficiali, istituti di Stato, eventi e iniziative sanzionate hanno quindi adottato una forte posizione di antisionismo militante. In seguito alla rottura delle relazioni diplomatiche avvenuta il 18 di febbraio l'ambasciata israeliana a Teheran è stata chiusa e consegnata all'Organizzazione per la Liberazione della Palestina.
Secondo Trita Parsi, fondatore del "National Iranian American Council" (NIAC) nonché autore di Treacherous Alliance: The Secret Dealings di Israele, Iran e Stati Uniti, (Yale University Press, 2007), gli imperativi strategici dell'Iran costrinsero il governo Khomeini a mantenere legami clandestini con Israele, mentre quest'ultimo sperò che la dottrina della periferia avrebbe ancora potuto essere fatta risorgere. Tuttavia, allo stesso tempo, l'Iran ha fornito sostegno ai partiti libanesi islamici-sciiti, contribuendo così a consolidarli in un'unica organizzazione politica e militare, Hezbollah e fornito loro l'indottrinamento ideologico, l'educazione e addestramento militare e le attrezzature per attaccare obiettivi sia israeliani che statunitensi.

#### Supporto logistico israeliano per l'Iran durante la guerra Iran-Iraq (1980-88)
Israele ha venduto all'Iran 75 milioni di dollari statunitensi in armi provenienti da scorte preesistenti di industrie militari nazionali, oltre che aerei e scorte in dotazione alle forze di difesa israeliane, nella "Israele ha venduto all'Iran 75 milioni di dollari di armi provenienti da scorte di industrie militari israeliane, industrie di aerei israeliani e scorte di forze di difesa israeliane, il tutto nella "Operation Seashell" del 1981.
Il materiale bellico incluse 150 106 mm M40 con 24.000 proiettili per ogni arma, pezzi di ricambio per motori di carro armato e aeromobile, proiettili da 106, 130, 203 e 175 mm più un certo numero di BGM-71 TOW. Questo materiale è stato trasportato per via aerea dalla compagnia argentina 2Transporte Aéreo Rioplatense" e poi via nave.
Lo stesso anno Israele fornì un sostegno militare attivo contro l'Iraq distruggendo il reattore nucleare di Osirak nelle immediate vicinanze di Baghdad, che gli stessi iraniani avevano precedentemente preso di mira (con l'"Operation Scorch Sword"); la dottrina stabilita da quest'operazione della Heyl Ha'Avir avrebbe contribuito a far accrescere il potenziale conflitto negli anni futuri.
Le vendite di armi all'Iran ammontavano a circa 500 milioni di dollari dal 1981 al 1983; questo secondo l'"Istituto Jafe per gli studi strategici" dell'Università di Tel Aviv. La maggior parte è stata pagata dal petrolio iraniano consegnato in Israele. Secondo Ahmad Haidari, un trafficante d'armi iraniano al soldo del governo Khomeini, circa l'80% delle armi acquistate da Teheran "immediatamente dopo l'inizio della guerra Iran-Iraq provenne direttamente da Israele".
Secondo Mark Phythian il fatto che "la Niru-ye Havayi-ye Artesh-e Jomhuri-ye Eslami-e Iran potesse continuare a funzionare" anche dopo l'attacco iniziale dell'Iraq e che "fu in grado di intraprendere una serie di sortite su Baghdad e colpire installazioni strategiche" fu "almeno in parte dovuto alla decisione presa dalla presidenza di Ronald Reagan di permettere a Israele di incanalare le armi di origine statunitense in Iran con l'intento d'impedire una troppo facile e anticipata vittoria irachena".
Nonostante tutti i discorsi dei leader iraniani a proposito e la denuncia pubblica di Israele alla Jumuʿa, in Iran non vi furono mai meno di un centinaio di consulenti e tecnici israeliani in ogni momento della guerra contro Saddam Hussein, i quali risiedevano in un campo accuratamente sorvegliato e appartato al Nord della capitale Teheran, dove sono poi rimasti anche dopo il cessate il fuoco.
Il sostegno di Israele si è rivelato pertanto "cruciale" per mantenere in volo l'aviazione iraniana contro l'Iraq. Le vendite israeliane includevano anche pezzi di ricambio per l'aereo a reazione McDonnell Douglas F-4 Phantom II di marca statunitense; Newsweek ha anche riferito che dopo che un disertore iraniano ha fatto sbarcare il suo aereo F-4 in Arabia Saudita nel 1984, gli esperti dell'intelligence hanno stabilito che molte delle sue parti erano state originariamente vendute in Israele e che erano state poi riesportate a Teheran in palese violazione delle Sanzioni degli Stati Uniti contro l'Iran.
Ariel Sharon riteneva d'altro canto che fosse assai importante "lasciare una piccola finestra aperta" alla possibilità di buone relazioni con l'Iran in futuro.

### Impennata delle tensioni dal 1989 in poi

#### Leader supremo Ayatollah Ali Khamenei
L'ayatollah Ali Khamenei nel dicembre del 2000 ha definito Israele un "tumore canceroso" che dovrebbe essere rimosso dalla regione. Successivamente, nel 2005, si è premunito di far sottolineare che "la Palestina appartiene ai palestinesi e il destino della Palestina dovrebbe essere determinato anche dal popolo palestinese".
In quello stesso anno Khamenei ha chiarito la posizione dell'Iran dopo una generalizzata risposta internazionale d'indignazione scaturita su un'osservazione attribuita al presidente dell'Iran Mahmud Ahmadinejad secondo cui Israele dovrebbe essere "cancellato dalla carta geografica" ribattendo invece a sua volta che "la Repubblica islamica non ha mai minacciato e non minaccerà mai alcun paese".
Il 15 agosto del 2012 invero, durante un incontro con i veterani della guerra Iran-Iraq, l'Ayatollah ha affermato di essere sicuro che "il finto regime sionista scomparirà dal paesaggio geografico".
Inoltre il 19 di agosto seguente ha ribadito ancora una volta le osservazioni fatte dal presidente M. Ahmadinejad - sulle quali i maggiori membri della comunità internazionale tra cui gli Stati Uniti d'America, la Quinta Repubblica francese, il capo della politica estera dell'Unione europea Catherine Ashton ed il segretario generale delle Nazioni Unite Ban Ki-moon hanno espresso un fermo giudizio di condanna - nel corso di un suo nuovo pronunciamento pubblico in cui ha ridefinito Israele "un tumore canceroso nel cuore del mondo islamico" ed ha concluso affermando che la sua stessa esistenza è la prima responsabile di molti dei problemi che affliggono l'intero mondo musulmano.

#### Presidenza Khatami
Sotto la presidenza riformista di Mohammad Khatami, eletto nel 1997, alcuni ritenevano che le relazioni tra Iran e Israele sarebbero migliorate; Khatami definì Israele uno "Stato illegale" e un "parassita", ma disse anche che nel 1999 gli ebrei sarebbero stati "al sicuro in Iran" e che tutte le minoranze religiose sarebbero state sempre e comunque protette.
Un reportage indicherebbe che l'Iran abbia cercato nel 2003 di attivare un tentativo di riavvicinamento con Israele riconoscendone quindi il suo "diritto all'esistenza" in una proposta di pacificazione indirizzata direttamente agli USA; nel testo vi si afferma che essa non venne però accettata né minimamente presa in considerazione espressamente per volontà statunitense.
Nel gennaio del 2004 Khatami, nel corso di un'intervista, ha avuto un rapido scambio d battute con un reporter israeliano il quale gli ha chiesto su quali basi l'Iran sarebbe disposto a riconoscere Israele; si crede che questa sia stata la prima volta che abbia parlato pubblicamente con un cittadino di quel paese.
Ai funerali di Papa Giovanni Paolo II avvenuti nell'aprile del 2005 poi Khatami si trovava seduto a fianco del presidente di Israele di origine iraniana Moshe Katsav: entrambi provengono dalla stessa regione, la provincia di Yazd. Katsav ha detto che ha stretto la mano a Khatami e che i due hanno avuto una breve conversazione sull'Iran. Tuttavia subito dopo il leader dello Sciismo ha negato che ciò si sia mai verificato.

#### Presidenza Ahmadinejad
Con l'elezione di Mahmud Ahmadinejad, un intransigente della politica dell'Iran, le relazioni bilaterali divennero sempre più tese fino a quando i due paesi presero a trovarsi impegnati in una serie di "conflitti per procura" e in operazioni segrete l'uno contro l'altro.
Nel corso della guerra del Libano (2006) si credeva che il Corpo delle guardie della rivoluzione islamica (IRGC) avesse direttamente assistito i combattenti di Hezbollah nei loro attacchi contro la Terra di Israele; diverse fonti hanno suggerito che centinaia di agenti della Guardia Rivoluzionaria hanno partecipato al lancio di missili durante il conflitto ed hanno assicurato agli alleati i razzi a lungo raggio in loro dotazione.
Sembra inoltre che siano stati visti operare apertamente negli avamposti di Hezbollah durante tutto il periodo della belligeranza; inoltre furono anche accusati di aver supervisionato l'attacco di Hezbollah contro l'INS Hanit con un missile superficie-superficie C-802. L'attacco ha gravemente danneggiato l'unità militare navale e ucciso quattro membri dell'equipaggio. Si sostiene che tra i 6 e i 9 agenti iraniani siano stati uccisi dallo Zro'a Ha-Yabasha nel corso di questi scontri. Secondo i mass media israeliani i loro corpi sono subito dopo stati trasferiti in Siria e da lì infine riportati per via aerea fino a Teheran.
Durante e immediatamente dopo l'Operazione Piombo fuso (2008-09) la Heyl Ha'Avir, con l'assistenza di commando appositamente addestrati e specializzati, ha portato a termine tre attacchi aerei in rapida successione contro gli armamenti iraniani inviati di contrabbando ad Hamas attraverso il Sudan; questo mentre l'Iran lanciava uno sforzo intenso per rifornire il gruppo di armi e munizioni. Israele ha fatto capire con estrema chiarezza che era dietro gli attacchi compiuti. Due convogli di camion furono quindi distrutti e una nave carica di armi venne affondata nel Mar Rosso.
Il 4 novembre del 2009 Israele ha catturato (Operazione Four Species o "Affare Francop") una nave nel Mediterraneo orientale e il suo carico di centinaia di tonnellate di armi presumibilmente legate dall'Iran e dirette a Hezbollah.
Nel 2010 ha preso il via un'ondata di assassini diretti contro gli scienziati atomici iraniani. Gli omicidi erano ampiamente ritenuti opera del Mossad, il servizio di intelligence dello Stato ebraico; secondo l'Iran e altre fonti di informazione globali i metodi utilizzati per uccidere gli scienziati ricordano il modo in cui il Mossad stesso aveva precedentemente fatto assassinare anche altri obiettivi ritenuti estremamente pericolosi.
Gli omicidi sarebbero stati un tentativo di fermare il programma di sviluppo dell'energia nucleare in Iran, o quantomeno di assicurare che non potesse riprendersi a seguito di un attacco ai suoi impianti per l'uranio arricchito.
Nel primo di questi il fisico delle particelle Masoud Alimohammadi è stato ucciso il 12 gennaio del 2010 quando una motocicletta-trappola (Booby-trap) parcheggiata nelle immediate vicinanze alla sua auto è esplosa. Il 12 ottobre seguente un'esplosione avvenne in una base militare dell'IRGC vicino alla città di Khorramabad, finendo con l'uccidere 18 soldati nella garitta di vedetta.
Il 29 novembre del 2010 due alti scienziati nucleari iraniani, Majid Shahriari e Fereydoon Abbasi, sono stati presi di mira da sicari in motocicletta, che hanno attaccato bombe sulle loro automobili facendole poi detonare a distanza. Shahriari fu ucciso, mentre Abbasi rimase gravemente ferito. Il 23 luglio del 2011 Darioush Rezaeinejad è stato ucciso a colpi d'arma da fuoco nella parte orientale di Teheran. L'11 gennaio del 2012 Mostafa Ahmadi Roshan e il suo conducente personale sono rimasti uccisi da una bomba attaccata alla loro auto da una motocicletta.
Nel frattempo nel giugno del 2010 è stato scoperto Stuxnet, un worm informatico assai avanzato. Si ritiene che sia stato sviluppato da Stati Uniti e Israele insieme per aggredire e mettere quindi fuori uso le strutture nucleari iraniane ancora in piena attività.
In uno studio condotto dall'Institute for Science and International Security (ISIS) si stima che Stuxnet avrebbe potuto danneggiare fino a 1.000 centrifughe (il 10% di tutte le installazioni esistenti) nell'impianto di arricchimento di Natanz. Altri virus e malware informatici, tra cui "Duqu" e "Flame", erano con ccertezza riferibili a Stuxnet. L'Iran sostiene che i suoi avversari progettano regolarmente vendite di apparecchiature difettose e attacchi con virus informatici come azione di sabotaggio del suo programma nucleare.
Il 15 marzo del 2011 Israele ha sequestrato una nave dalla Siria che portava armi iraniane a Gaza; inoltre il Mossad fu anche sospettato di essere responsabile di un'esplosione che avrebbe danneggiato l'impianto nucleare di Esfahan. L'Iran ha negato che si sia verificata una qualsiasi esplosione, ma The Times ha riportato i danni all'impianto nucleare basandosi sull'immagine satellitare e ha citato anche fonti dell'intelligence israeliana le quali affermano che l'esplosione ha effettivamente colpito un sito nucleare e che "non si è trattato di un incidente".
Ore dopo l'avvenuta l'esplosione Hezbollah lanciò due missili nel Nord di Israele, causando gravi danni alle proprietà. Le Forze di difesa israeliane hanno reagito sparando quattro proiettili di artiglieria nell'area da cui proveniva il lancio. Si è ipotizzato che l'attacco sia stato ordinato dall'Iran e dalla Siria come monito a Israele. È stato segnalato che l'operazione ha ucciso 7 persone, tra cui anche alcuni cittadini stranieri; altre 12 sono rimaste ferite, 7 delle quali sono in seguito decedute in ospedale.
Il Mossad è stato anche sospettato di essere dietro a un'esplosione in una base missilistica della Guardia Rivoluzionaria nel novembre del 2011 a Bid Kaneh. Questa ha ucciso 17 agenti della Guardia, incluso il generale Hassan Moqaddam, descritto come una figura chiave nel programma missilistico iraniano. Il giornalista israeliano Ron Ben-Yishai scrisse che diversi esperti di missili iraniani di basso rango erano stati probabilmente uccisi in diverse esplosioni in vari altri siti.
In risposta a tutta questa serie di operazioni segrete promosse dall'avversario gli agenti iraniani avrebbero iniziato a cercare di colpire obiettivi israeliani ed ebrei; i potenziali obiettivi sono stati quindi posti in stato di allerta. Yoram Cohen, il capo operativo dello Shin Bet, ha affermato che tre attacchi pianificati in Turchia, Azerbaigian e Thailandia sono stati sventati all'ultimo minuto.
L'11 ottobre del 2011 gli Stati Uniti hanno dichiarato di aver sventato una presunta cospirazione iraniana che includeva il bombardamento dell'ambasciata israeliana e saudita (contro Adel al-Jubayr) sia a Washington che a Buenos Aires. Il 13 febbraio del 2012 lo staff delle ambasciate israeliane in Georgia e in India è stato preso di mira. Nel paese caucasico un'autobomba non è esplosa vicino all'ambasciata in quanto è stata fatta brillare in sicurezza dalla polizia georgiana.
In India l'autobomba è invece esplosa ferendo quattro persone tra cui la moglie di un impiegato del ministero della Difesa israeliano. Israele ha accusato l'Iran di essere dietro gli attacchi. Il giorno seguente tre presunti agenti iraniani sono stati scoperti a Bangkok e si pensava che avessero intenzione di uccidere degli agenti diplomatici israeliani, incluso l'ambasciatore, attaccando bombe alle auto in dotazione alle ambasciate.
La cellula terroristica è stata scoperta quando una delle loro bombe è esplosa. La polizia ha risposto e l'agente iraniano presente nell'edificio ha lanciato un ordigno esplosivo contro agenti che gli hanno sparato alle gambe ed è stato successivamente preso in custodia. Un secondo sospetto è stato arrestato mentre cercava di prendere un volo dal paese mentre il terzo è riuscito a fuggire in Malaysia, dove è stato arrestato dalla polizia federale di quel paese.
La polizia thailandese ha successivamente arrestato altre due persone sospettate di essere coinvolte nell'operazione. La polizia indiana ha arrestato un giornalista di Nuova Delhi in connessione con l'autobomba del febbraio precedente, che ha ferito quattro israeliani tra cui la moglie di un diplomatico. Syed Mohammed Kazmi, il giornalista, è stato arrestato il 6 marzo del 2012; si dice che sia stato in contatto con un sospetto che la polizia ritenga possa aver bloccato una bomba magnetica sulla macchina diplomatica. Si dice che Kazmi avesse la cittadinanza indiana che però lavorava per una pubblicazione iraniana.
Alla fine di febbraio del 2012 WikiLeaks ha pubblicato la posta elettronica confidenziali da Stratfor, una società di intelligence privata con sede negli Stati Uniti, rubate dal gruppo di hacker Anonymous. Tra le informazioni rilasciate c'era anche l'affermazione che i commando israeliani, in collaborazione con i combattenti curdi, hanno distrutto diverse strutture sotterranee iraniane utilizzate per progetti di ricerca nucleare e di difesa.
Khamenei ha accusato Israele di aiutare Jundallah a compiere attacchi sul suolo dell'Iran. Secondo un rapporto stilato dal The New Yorker i membri del Mojahedin del Popolo Iraniano ricevettero il dovuto addestramento negli Stati Uniti e finanziamenti israeliani per le loro operazioni contro il governo dell'Iran.
Il 18 luglio del 2012 un autobus che trasportava turisti israeliani in Bulgaria è stato distrutto in un attentato che ha ucciso cinque persone più l'autista, ferendone in maniera più o meno grave altre 32. Il primo ministro di Israele Benjamin Netanyahu ha accusato l'Iran e Hezbollah dell'attacco.
Sempre a luglio di quello stesso anno un alto funzionario della difesa israeliano ha dichiarato che dal maggio del 2011 più di 20 attacchi terroristici pianificati da Iran e Hezbollah contro obiettivi israeliani in tutto il mondo erano stati sventati, tra cui in Sudafrica, Azerbaigian, Kenya, Turchia, Thailandia, Cipro, Bulgaria, Nepal e Nigeria e che gli agenti iraniani e di Hezbollah furono incarcerati nelle prigioni praticamente di tutto il mondo.
Il 6 ottobre del 2012 gli aerei israeliani hanno abbattuto un piccolo Aeromobile a pilotaggio remoto mentre sorvolava il deserto del Negev settentrionale. Hezbollah ha confermato che ha inviato il drone e Hassan Nasrallah ha dichiarato in un discorso fatto trasmettere in televisione che le parti del drone sono state fabbricate in Iran.
Il 24 ottobre seguente il Sudan ha affermato che Israele aveva bombardato una fabbrica di munizioni, presumibilmente appartenente alla Guardia rivoluzionaria iraniana, a Sud di Khartum. A novembre Israele ha riferito che una nave iraniana veniva caricata con razzi da esportare in paesi nel raggio d'azione di Israele e che questi «avrebbe attaccato e distrutto senza la minima esitazione qualsiasi spedizione di armi».
Nel gennaio del 2013 l'impianto nucleare di Fordo è stato colpito da un'esplosione. Funzionari iraniani sospettarono che il Mossad o la CIA ne fossero i diretti responsabili; il 25 aprile seguente un aereo israeliano ha abbattuto un drone al largo della costa di Haifa, presumibilmente appartenente a Hezbollah.
Il 30 gennaio del 2013 aerei israeliani avrebbero colpito un convoglio siriano il quale stava trasportando armi iraniane a Hezbollah. Altre fonti hanno dichiarato che il sito bersaglio era un centro di ricerca militare (lo "Scientific Studies and Research Center", SSRC) a Jamraya responsabile dello sviluppo di arma biologica e armi chimiche. Secondo quanto riferito due attacchi aerei aggiuntivi sono avvenuti il 3 e il 5 di maggio 2013. Entrambe le armi a lunga gittata prese di mira erano inviate dall'Iran a Hezbollah.
Secondo alcuni funzionari statunitensi che hanno voluto rimanere anonimi il 5 di luglio Israele ha lanciato un altro attacco aereo con missile da crociera; esso ha preso di mira i missili anti-nave Yakhont di fabbricazione russa posizionati nei pressi della città di Laodicea uccidendo diversi distaccamenti di forza armata siriani.
Il 7 maggio del 2013 i residenti di Teheran hanno riferito di aver udito tre esplosioni in un'area in cui l'Iran mantiene le sue ricerche e depositi sui missili; più tardi un sito web iraniano ha dichiarato che le esplosioni si sono verificate in realtà in una fabbrica chimica di proprietà privata.

#### Presidenza Rouhani

##### Alture del Golan
Diversi incidenti si sono ripetutamente verificati sulla linea del cessate il fuoco sia dalla parte di competenza israeliana che da quella della Siria durante la guerra civile siriana, mettendo con ciò a dura prova anche le relazioni bilaterali tra l'Iran e lo stesso Israele.
Questi attacchi in rapida successione vengono considerati come un'impennata degli scontri esplosi nel Governatorato di Quneitra a partire dal 2012 e dei successivi incidenti (fino al 2014) tra l'Al-Jaysh al-'Arabi al-Suri supportato dall'alleato sciita e l'opposizione siriana dell'Esercito siriano libero e del Fronte Islamico, in corso sulla parte delle Alture del Golan controllata dalle Forza Nazionale di Difesa e la "Zona cuscinetto neutrale" con il Fronte al-Nusra dello Stato islamico e gli Hezbollah.
Fin da quando ha avuto inizio la guerra civile si continua a ripetere che lo Zro'a Ha-Yabasha si stia seriamente preparando a potenziali minacce nel caso di un avvenuto vuoto di potere nel governo della Siria. "Dopo aver salvato Bashar al-Assad e - così facendo - dopo aver stabilito o rafforzato il loro appoggio in Siria, ecco che stanno andando a spostare e deviare tutti i loro sforzi di aggressione con l'unico intento di attaccare Israele", ha asserito un funzionario israeliano all'Associated Press nel gennaio del 2014.
Alcuni esperti di strategia militare affermano che mentre le forze militanti che invadono sempre più i confini di Israele non producono altro che il far aumentare le misure di sicurezza nazionale, i progressi non sono suscettibili di creare cambiamenti significativi al disimpegno politico di Israele nell'ambito della crisi siriana.

##### In Israele
Un tribunale di Gerusalemme ha condannato un suo cittadino, Yitzhak Bergel, a quattro anni e mezzo di prigione per essersi offerto di fare l'agente segreto al soldo delle forze armate dell'Iran; Bergel appartiene alla setta religiosa ebraica ultra-ortodossa Neturei Karta, che propaganda l'antisionismo e quindi si oppone anche con estrema veemenza all'esistenza stessa di uno Stato di Israele improntato al laicismo.

##### Incidenti internazionali
Il 5 marzo del 2014 il Heil HaYam HaYisraeli ha intercettato e bloccato la nave mercantile "Klos-C."
È stato dichiarato che l'Iran stava usando l'imbarcazione per fare contrabbando di dozzine di razzi a lunga gittata destinati alla guerriglia operante nella Striscia di Gaza, incluso il missile M-302/Khaibar-1 fabbricato in Siria. Denominata Operazione Full Disclosure e realizzata dalle forze speciali degli Shayetet 13, essa si è svolta nel Mar Rosso a 1.500 chilometri dalle acque territoriali e a circa 160 chilometri da Porto Sudan.

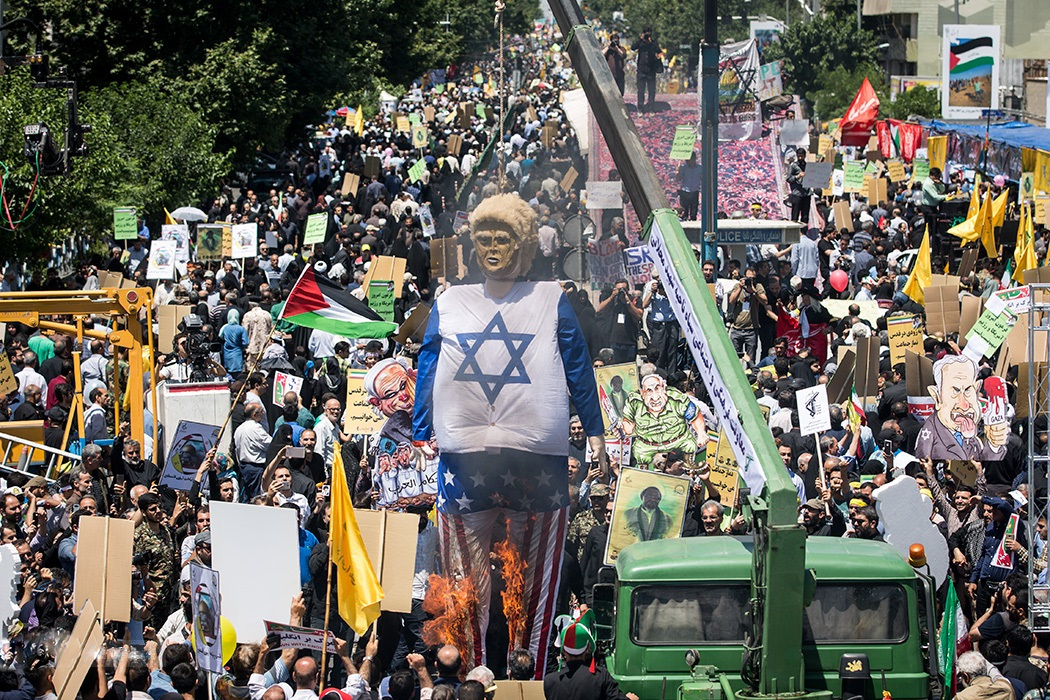
Manifestazione dell'antisionismo a Teheran in segno di solidarietà con i palestinesi della Striscia di Gaza e contro la capitale israeliana a Gerusalemme.

##### In Iran
Il 6 maggio del 2014 è stato riferito che un'esplosione ha scosso la città iraniana di Qazvin; il Los Angeles Times ha informato che questa potrebbe essere stata la sede di un impianto segreto per la produzione di energia nucleare.
I mass media di stato iraniani hanno riferito che il 24 agosto del 2014 il Corpo delle guardie della rivoluzione islamica aveva abbattuto un aeromobile a pilotaggio remoto israeliano nei pressi dell'impianto di arricchimento dell'uranio del centro di ricerca nucleare di Natanz. L'esercito con la Stella di David non ha però espresso alcun commento nei riguardi dei rapporti ricevuti.
Due operai sono stati uccisi in un'esplosione avvenuta in una fabbrica di esplosivo militare a Sud-est di Teheran, proprio vicino al sospetto reattore nucleare di Parchin. In quello che poi un giornale del Kuwait sosteneva essere stato ordinato dall'Iran, Hezbollah avviò un ordigno esplosivo al confine tra il Libano e la parte israeliana delle Fattorie di Sheb'a, finendo con il ferire due soldati dello Stato ebraico. Israele ha risposto con il fuoco di artiglieria verso due delle postazioni avversarie installate nel Sud libanese.

## Nei media

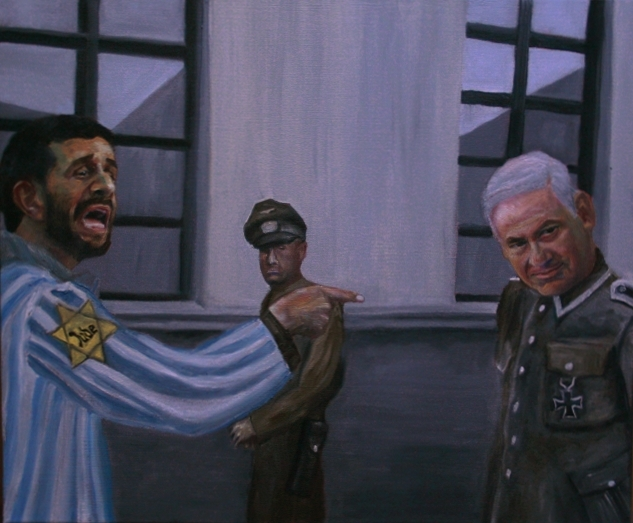
Caricatura di Mahmud Ahmadinejad con la divisa da prigioniero in un campo di concentramento mentre accusa Benjamin Netanyahu di essere un ufficiale nazista.

### Presidente Mahmud Ahmadinejad
L'ex presidente dell'Iran Mahmud Ahmadinejad - in carica dall'agosto del 2005 all'agosto del 2013 - nell'ottobre del 2005, alla conferenza "World Without Zionism" tenutasi a Teheran, ha adottato una radicle posizione anti-sionista improntata ad un forte fondamentalismo islamico.
L'8 dicembre seguente, durante un summit del mondo islamico avvenuto nella città santa dell'Islam de La Mecca - in Arabia Saudita - ha sciorinato al quotidiano in lingua araba Al-Alam tutta una complicata storia sulla "reale verità" concernente la Shoah e la dichiarazione d'indipendenza israeliana.
Da allora in poi ha rilasciato innumerevoli altre dichiarazioni poggiandosi sulle stesse argomentazioni.

### Ambasciatore dell'Iran presso l'AIEA, Soltanieh
Nell'aprile del 2006 il corrispondente della CNN Wolf Blitzer ha intervistato l'ambasciatore Ali Asghar Soltanieh, rappresentante permanente dell'Iran presso l'Agenzia internazionale per l'energia atomica il quale ha detto, riguardo al fatto se ci dovesse essere o meno uno Stato di Israele: "Penso di averti già risposto. Se Israele è un sinonimo e darà l'indicazione della mentalità del sionismo, no, ma se stai per concludere che abbiamo detto che le persone devono essere rimosse o che noi [diciamo] che debbano essere massacrati - o così questo viene fabbricato ad hoc - ciò è sfortunatamente un approccio totalmente selettivo e diparte su quello che la mentalità e la politica della Repubblica islamica che l'Iran è".

### Vicepresidente Mashaei
In un discorso pronunciato ad un convegno turistica a Teheran nel luglio del 2008 Esfandiar Rahim Mashaei, vicepresidente dell'Iran nonché responsabile dell'organizzazione per i beni culturali del proprio paese (Cultural Heritage, Handicrafts and Tourism Organization of Iran), ha proclamato: "Nessuna nazione al mondo è il nostro nemico, l'Iran è un amico sia della nazione degli Stati Uniti d'America che dello Stato di Israele e questo è un onore per noi: consideriamo la nazione americana come una delle più grandi che siano mai esistite al mondo".
Ha poi anche aggiunto che l'Iran "non vuole nessuna guerra con nessun altro paese", insistendo infine sul fatto che le azioni dell'Iran durante la guerra Iran-Iraq erano sempre state di natura puramente difensiva.
Gli "uomini-duri" più vicini al governo in carica attaccarono duramente queste osservazioni; il presidente Ahmadinejad, tuttavia, difese Mashaei e parlò a suo favore. In una conferenza stampa, ha quindi detto: "La nazione iraniana non ha mai riconosciuto Israele e non lo riconoscerà mai, ma proviamo pietà per coloro che sono stati ingannati o introdotti clandestinamente per divenire dei cittadini oppressi in Israele".
La questione spinse la Guida suprema dell'Iran Ali Khamenei a "scrivere la fine dei dibattiti" sul tema. Durante un sermone del venerdì a Teheran, ha pertanto dichiarato: "È scorretto, irrazionale, inutile e privo di senso dire che siamo amici del popolo israeliano... siamo in rotta di collisione con gli occupanti della Palestina e gli occupanti sono il regime sionista: questa è la posizione del nostro regime, della nostra rivoluzione e del nostro popolo".

### Ayatollah Ahmad Khatami
Nell'agosto del 2012 un religioso di alto livello nonché capo provvisorio della preghiera del Venerdì di Teheran, l'Ayatollah Ahmad Khatami - parlando nel "giorno di Quds" - ha chiesto l'annichilimento del "regime sionista", sottolineando che la diffusione del "risveglio islamico" in Medio Oriente preannunzia il suo annientamento definitivo.

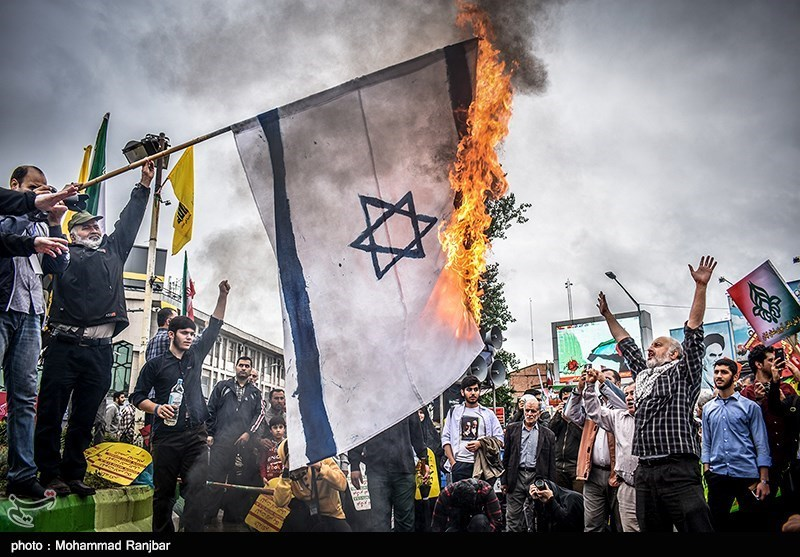
"Al-Quds Day" a Rasht.

### Brigadier generale Gholamreza Jalali
Nell'agosto del 2012 il generale di brigata Gholam Reza Jalali, a capo dell'"Organizzazione di difesa passiva dell'Iran", ha dichiarato in vista del giorno di Al-Quds (Gerusalemme in lingua persiana) che Israele deve essere distrutto, dicendo: "[Al-Quds Day] è un riflesso del fatto che non esiste altro modo a parte la determinazione e la forza per eliminare completamente la natura aggressiva e distruggere una volta per tutte Israele".
Jalali ha anche aggiunto che il mondo islamico nella sua interezza è tenuto a sostenere "il popolo oppresso della Palestina" contro "gli usurpatori sionisti" e che la rivoluzione iraniana era un "faro di luce"; infine ha affermato che il "fronte islamico in Siria" si è rafforzato.
In risposta a queste osservazioni un funzionario del governo israeliano ha detto che esse erano una "riaffermazione di ciò che sentiamo ripetere continuamente dalla leadership iraniana" e che Israele stava prendendo molto sul serio la minaccia rivoltale contro. Ha poi proseguito dicendo che il continuo annuncio di queste osservazioni mostra come i leader dell'Iran credano in loro, e che la leadership dell'Iran debba porre fine a questi commenti per ridurre la pressione internazionale.

### Generale Mohammad Ali Jafari
Il 22 settembre del 2012 il generale Mohammad Ali Jafari, comandante del Corpo delle guardie della rivoluzione islamica, disse che alla fine sarebbe scoppiata presto una guerra contro Israele, durante la quale l'Iran lo avrebbe sradicato dalla faccia della terra, definendolo un "tumore canceroso".

## Cooperazioni

### Attività commerciali
Dopo la rivoluzione iraniana e il conseguente rovesciamento dello Scià nel 1979, la maggior parte delle compagnie petrolifere lasciò il paese divenuto improvvisamente repubblica islamica e il nuovo governo dell'Iran si ritrovò ad avere grosse difficoltà a vendere il proprio petrolio nel mercato del commercio internazionale.
Nel frattempo Marc Rich, un uomo d'affari israelo-svizzero con diffusi legami internazionali, entrò in Iran attraverso la sua società mineraria "Glencore" con sede in Svizzera; ignorando bellamente le Sanzioni degli Stati Uniti contro l'Iran divenne il principale operatore del petrolio iraniano per 15 anni. Ha affermato che l'olio che ha comprato dall'Iran è stato spedito in Israele ed entrambi i paesi erano a conoscenza di questa transazione.
Rich fornì inoltre alla dirigenza iraniana anche armi e missili durante la guerra Iran-Iraq; per queste sue azioni il governo federale degli Stati Uniti d'America lo ha riconosciuto colpevole di oltre 65 capi d'imputazione per reato, incluso il riciclaggio di denaro sporco e la violazione delle sanzioni spiccate dalla comunità internazionale. Dopo essere rimasto per molti anni un ricercato del Federal Bureau of Investigation la presidenza di Bill Clinton gli ha infine concesso l'indulto proprio alla scadenza dell'ultimo giorno del suo ufficio in carica nel 2001.
Una tale scelta d'azione si rivelò assai controversa e lo stesso Bill Clinton in seguito confesserà di essersi pentito di aver preso questa decisione nelle sue Memorie; vi sono state poi notizie riguardanti il fatto che gli ex capi del Mossad, Avner Azulay e Shabtai Shavit, scrissero entrambi personalmente al presidente degli Stati Uniti d'America sostenendo la Grazia per Rich. Inoltre, la prima moglie del "businessman", Denise Rich (nata Eisenberg) donò personalmente più di 1 milione di dollari statunitensi alle organizzazioni di beneficenza di Clinton.
Nel 1998 The Seattle Times riferì che i produttori di pistacia vera in California erano scontenti del fatto che Israele importasse la maggior parte della propria merce proprio dall'Iran. Il direttore della "Camera economica Iran-Cina", il magnate Asadollah Asgaroladi, dichiarò nell'articolo in questione che tali transazioni risultano essere facilmente possibili. Israele importa solo 1/4 di pistacchi dagli Stati Uniti e circa la metà dalla Gran Bretagna e dalla Germania, mentre questi due paesi non sono affatto produttori di pistacchio e la fonte è molto probabile che invece provenga dall'Iran; inoltre nel 1998 il governo di Israele ha censurato e multato la "Hamama Brothers Co." per l'importazione illegale di 105 tonnellate di pistacchio dall'Iran.
Il giornale israeliano Ynet ha rivelato nel 2007 che il governo americano ha chiesto ancora una volta all'alleato mediorientale di interrompere l'importazione di pistacchi dall'Iran. Nel 2008 l'ambasciatore statunitense Richard H. Jones ha indirizzato una lettera al ministro delle finanze israeliano Ronnie Bar, chiedendo espressamente di smettere di importare pistacchi iraniani dalla Turchia. Rapporti del tutto similari sono stati pubblicati anche da Haaretz.
Nel 1998 l'uomo d'affari israeliano Nahum Manbar fu condannato a 16 anni di prigione in Israele per aver intrattenuto stretti rapporti commerciali con Teheran e, nel corso dell'indagine, è uscito che "centinaia di compagnie" hanno avuto relazioni di scambio illegali con il paese degli Ayatollah. La ricaduta ha raggiunto e colpito pure gli Stati Uniti in quanto alcune di queste transazioni sarebbero state parte del caso Irangate all'epoca della presidenza di Ronald Reagan.
Un'ulteriore controversia sui legami commerciali intrattenuti tra Israele e Iran è esplosa a metà del 2011. La compagnia israeliana "Ofer Brothers Group" era soggetta alle sanzioni statunitensi dopo che era stato rivelato che vendeva navi in Iran attraverso una terza parte e che queste erano attraccate anche nei porti iraniani. Tuttavia il governo americano l'ha fatta uscire dalla lista nera appena tre mesi dopo.
Nel 2006 il quotidiano Haaretz ha riferito che la raffineria di petrolio israeliana "Paz" (Paz Oil Company Ltd.) avrebbe acquistato greggio proveniente dall'Iran; l'articolo riporta che il petrolio iraniano giunge in Israele attraverso l'Europoort di Rotterdam.
Un altro articolo sempre su Haaretz dello stesso anno ha riferito inoltre che il ministro dell'energia Benjamin Ben Eliezer ha dichiarato: "Ogni tentativo di contatto con uno Stato nemico che serva ad interessi commerciali ed economici israeliani, finisce con il rafforzare la stabilità della regione"; il ministero degli affari esteri ha affermato che non era compito loro esaminare le fonti di provenienza del petrolio.
Ynet da parte sua ha rivelato che il commercio israelo-iraniano, condotto segretamente e illegalmente da dozzine di compagnie, ammonta ad un totale di decine di milioni di dollari l'anno; la gran parte di questo commercio viene condotto attraverso un paese terzo. Israele fornisce all'Iran fertilizzante, tubi per l'irrigazione, ormoni per la produzione di latte, semi e frutta; l'Iran, nel frattempo, fornisce a Israele marmo, anacardium e pistacchi.
Sulla base dello stesso rapporto stilato nel novembre del 2000 il governo iraniano chiese a una compagnia israeliana, che aveva costruito le condutture della fognatura della capitale iraniana 30 anni prima, di visitare il paese per compiere gli oramai necessari lavori di ristrutturazione. Poco dopo l'assistente direttore generale del Ministero dell'agricoltura dell'Iran visitò segretamente Israele e soggiornò presso l'Hilton Hotel di Tel Aviv. Qui espresse l'interesse per l'acquisto di tubi per l'irrigazione, pesticida e fertilizzanti.
Nell'aprile del 2009 è stato distribuito sul mercato iraniano un grande lotto di arance con adesivi di un'azienda israeliana; sulla base dell'investigazione condotta le arance risultano essere state importate da Dubai.
Nel dicembre del 2011 Bloomberg.com ha riferito che la maggior parte delle apparecchiature di filtraggio attualmente in uso in Iran sono state acquistate da una società israeliana chiamata "Allot Communications". Il sistema chiamato "NetEnforcer" consente al governo di fare opera di monitoraggio su qualsiasi dispositivo connesso ad Internet. I dispositivi sono stati spediti in Danimarca, dove la confezione originale è stata rimossa e sostituita con un'etichetta di identificazione falsa.
Al-Monitor ha a sua volta riferito che il governo sciita ha chiesto agli esperti israeliani di visitare le aree colpite dal Terremoto dell'Iran del 2013 in Sistan e Baluchistan; sulla base del reportage gli esperti israeliani hanno passato la Pesach di quell'anno in territorio iraniano.

### Relazioni militari

#### Pre-rivoluzione
Israele fu coinvolto nell'armamento dell'Iran per tutta la durata della dinastia Pahlavi:
- Progetto "Flower" Tzur (vedi anche Project Flower): una collaborazione congiunta tra Iran e Israele finalizzata allo sviluppo di un "missile antinave all'avanguardia (quello che diverrà il futuro Gabriel), una versione avanzata del missile AGM-84 Harpoon statunitense, con un raggio d'azione di 200 chilometri"[142].
- Il Ministro generale della Difesa israeliano Ezer Weizman e il viceministro della guerra iraniano, il generale Hasan Toufanian, hanno discusso della co-produzione del missile israeliano Jericho-2, in codice "Project Flower"[143].

#### Era di Khomeyni
The Observer stimò che le vendite di armi israeliane all'Iran nel corso del conflitto contro l'Iraq ammontavano a 500 milioni di dollari annuali e Time riferì che per tutto il biennio 1981-82 "gli israeliani avrebbero istituito un conto di deposito bancario in Svizzera per poter gestire quantitativamente al meglio il volume finanziario di quegli affari".

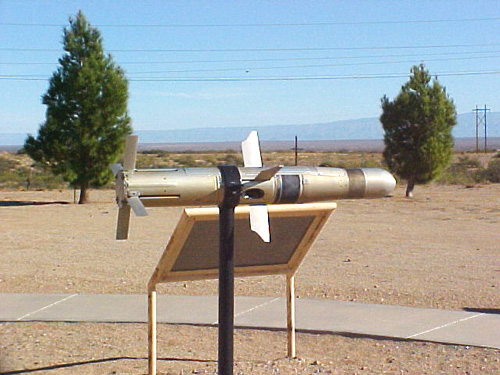
I BGM-71 TOW sono tra le armi fornite all'Iran con la mediazione israeliana.

Secondo il rapporto stilato dai comitati del Congresso degli Stati Uniti d'America che indagano sull'affare Iran-Contra e pubblicato a partire dal novembre 1987, "la vendita di armi americane all'Iran attraverso Israele iniziò nell'estate del 1985, dopo aver ricevuto l'approvazione del presidente Reagan". Le vendite inclusero "2.008 missili BGM-71 TOW e 235 kit per missile terra-aria Raytheon MIM-23 Hawk i quali sono stati inviati in Iran via Israele".
Ulteriori spedizioni di oltre 2 miliardi di dollari di armi americane da Israele all'Iran consistenti in 18 cacciabombardieri McDonnell Douglas F-4 Phantom II, 46 Douglas A-4 Skyhawk e quasi 4.000 missili sono stati sventati dal Dipartimento della giustizia degli Stati Uniti d'America e "rapporti non verificati hanno affermato che Israele ha acconsentito a vendere il missile aria-aria AIM-9 Sidewinder, equipaggiamento radar, munizioni per mortaio e mitragliatrice, telefono da campo, motore di carro armato M60 Patton, proiettili di artiglieria e pezzi di ricambio per aereo da trasporto Lockheed C-130 Hercules".
Gli invii bellici sono proseguiti anche dopo la fine della guerra Iran-Iraq, seppur molto più sporadicamente e sempre in via rigorosamente ufficiosa.

## Dispute bilaterali

### Finanziamento iraniano di Hamas e Hezbollah
Il paese degli Ayatollah fornisce sostegno politico ed economico-militare ad Hamas, un'organizzazione impegnata nella liberazione dall’occupazione israeliana, definita terroristica da Israele e molti paesi occidentali. Secondo Mahmūd Abbās, il presidente dell'Autorità Nazionale Palestinese: "Hamas è finanziato dall'Iran. Sostiene che riceve il prestito esclusivamente tramite libere donazioni, ma queste ultime non assomigliano affatto a quello che invece riceve dall'Iran".
L'Iran ha anche rifornito di appoggi sostanziali un altro nemico dichiarato di Israele, l'organizzazione militante di Hezbollah, con ingenti somme di denaro, addestramento, armi, esplosivi, aiuti politici, diplomatici e organizzativi.
Il manifesto programmatico di Hezbollah del 1985 elencava i suoi 4 obiettivi principali come "l'ultima partenza di Israele dal Libano come preludio alla sua distruzione definitiva"; secondo i rapporti diffusi nel febbraio del 2010 Hezbollah ricevette $ 400 milioni dall'Iran.

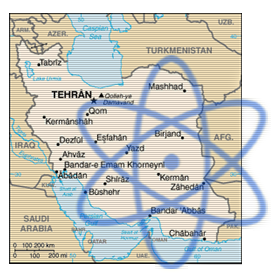
L'Iran ha annunciato i progressi compiuti dal programma nucleare e ha cessato di vendere petrolio a società francesi e britanniche.

### Programma nucleare iraniano

#### L'Iran minaccia Israele
Il programma atomico iraniano con il suo potenziale di sviluppare un'arma nucleare, insieme all'aggressiva retorica anti-israeliana del presidente Mahmud Ahmadinejad ed il suo desiderio esplicito di far "svanire dalle pagine del tempo il regime che occupa Gerusalemme", ha portato molti israeliani a temere seriamente un eventuale attacco con arma non convenzionale da parte dell'Iran.
In un discorso del maggio 2012 tenuto ad un raduno della difesa a Teheran, il Capo di stato maggiore delle forze armate dell'Iran ha dichiarato: "La nazione iraniana è nella posizione permanente della sua causa e questa è il completo annientamento di Israele".
Nell'agosto seguente il generale di brigata Gholam Reza Jalali, a capo dell'"Organizzazione di difesa passiva dell'Iran", ha affermato in vista del "giorno di Al-Quds" che Israele deve essere distrutto, dicendo: "[Al-Quds Day] è un riflesso del fatto che non esiste altro modo a parte la determinazione e la forza per eliminarne completamente la natura aggressiva e quindi distruggere Israele".
Sempre in quello stesso mese di agosto un religioso di alto livello nonché il "Capo provvisorio della Jumuʿa nella capitale, l'Ayatollah Ahmad Khatami, parlando anch'egli del giorno di Qods (Gerusalemme in lingua persiana), ha chiesto l'annichilamento del "regime sionista", sottolineando che la diffusione del "risveglio islamico" in Medio Oriente ne annunzia pienamente il prossimo l'annientamento.
Le ripetute minacce scagliate dall'Iran contro Israele, in particolare quelle esternate nel 2012, hanno portato il Canada, uno stretto alleato di Israele, a far chiudere la propria ambasciata nella repubblica islamica sciita a partire dal 7 di settembre, consegnando nel frattempo agli agenti diplomatici iraniani 5 giorni di tempo per lasciare il paese dell'America del Nord.

Mappa dei siti del programma di Energia nucleare in Iran.

Il 21 di settembre, durante una parata militare svoltasi per celebrare l'inizio della guerra Iran-Iraq ed in cui è stato presentato ufficialmente un nuovo sistema di difesa aerea, Amir Ali Hajizadeh, il capo della Niru-ye Havayi-ye Artesh-e Jomhuri-ye Eslami-e Iran, ha dichiarato che un conflitto tra l'Iran e Israele scoppierà sicuramente, che quest'ultimo "gestirà l'inizio della guerra, ma la risposta e la fine saranno nelle nostre mani, nel qual caso l'entità sionista cesserà definitivamente di esistere. Il numero di missili lanciati sarebbe più di quanto i sionisti possano mai immaginare".
Appena il giorno seguente il generale Mohammad Ali Jafari, il comandante del Corpo delle guardie della rivoluzione islamica, disse che alla fine sarebbe scoppiata una guerra con Israele, durante la quale l'Iran avrebbe sradicato quello che definiva un "tumore canceroso".
Il 23 di settembre ancora Hajizadeh ha minacciato di attaccare Israele e scatenare così la Terza guerra mondiale, affermando che "è possibile che faremo una guerra preventiva" la quale "si trasformerebbe nella terza guerra mondiale". Nel corso della stessa dichiarazione ha minacciato di attaccare anche le basi americane presenti in Medio Oriente; disse che a seguito di questo attacco Israele avrebbe "dovuto sostenere gravi danni e che ciò sarebbe stato un preludio alla sua cancellazione".
Lo stesso giorno il vicecomandante della "Guardia Rivoluzionaria iraniana", il generale di brigata Hossein Salami, asserì che mentre l'Iran non è preoccupato dalle "minacce" israeliane di colpire le installazioni nucleari, un tale attacco sarebbe "un'opportunità storica data alla rivoluzione iraniana islamica per spazzarli via dalla storia e dalla geografia del mondo".
Il 2 ottobre del 2012 Hojjat al-Eslam Ali Shirazi, il rappresentante della Guida suprema dell'Iran l'Ayatollah Ali Khamenei, della forza Quds ha affermato che l'Iran ha richiesto solo "24 ore e una scusa" per sradicare Israele; ha poi proseguito dicendo che Israele era "molto vicino all'annientamento" e avrebbe quindi cercato al più presto di attaccare l'Iran per disperazione.

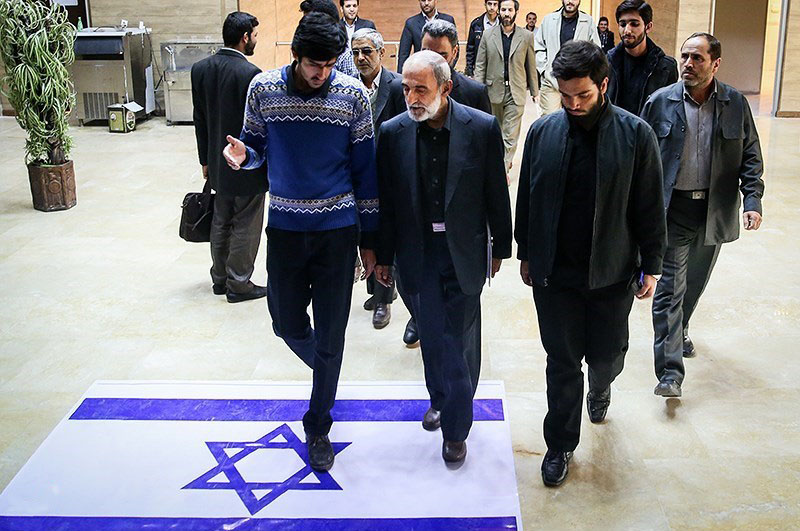
Il giornalista Hossein Shariatmadari mette in guardia gli studenti contro la "penetrazione del nemico" dopo l'accordo sul nucleare iraniano (JCPOA) all'Amirkabir University of Technology di Teheran.

Le azioni dell'Iran, il suo programma atomico e le minacce crescenti e via via sempre più aggressive sono state viste dal professor Gregory Stanton, fondatore (nel 1999) e direttore di "Genocide Watch", come l'aver intrapreso oramai almeno 6 passi su 8 sulla "via del genocidio". Stanton ha esortato quindi la comunità internazionale ad agire rapidamente contro l'Iran e isolarlo, al fine di "frenare il suo intento genocida".
Ha detto anche che "uno dei migliori predittori di genocidio è l'incitamento ad esso... e credo che sia esattamente ciò che l'Iran sta facendo oggi". L'istigazione al genocidio è un crimine secondo il diritto internazionale; ha pertanto sottolineato il fatto che è importante non liquidare "i primi segni" come fossero solamente una "retorica diabolica o come tattica per far avanzare un obiettivo diverso", nel qual caso - così facendo - ciò "consentirebbe ai perpetratori" di portare a termine i loro progetti assassini.
Stanton ha pure detto che l'Iran ha classificato e simboleggiato Israele attraverso l'incitamento all'odio e un'ideologia dell'esclusione, lo ha disumanizzato rappresentando così la potenziale vittima come "cancro" che dovrebbe essere spazzata via. Inoltre ha proseguito dicendo che l'Iran ha organizzato "milizie fanatiche", come il suddetto "Corpo delle guardie rivoluzionarie islamiche", soffocando il dissenso nella sua società civile. Ha aggiunto che negando un precedente genocidio, la Shoah, lavorando sull'arma di distruzione di massa e attraverso il terrorismo internazionale ha preparato nei fatti il genocidio.
Nel gennaio del 2013 l'Iran aveva avvertito che qualsiasi attacco israeliano contro la Siria sarebbe stato trattato anche come un attacco diretto all'Iran; dopo che Israele ha attaccato la Siria, l'Iran ha semplicemente affermato che avrebbe "rimpianto questa recente aggressione".
Nel marzo del 2015 il comandante della milizia Basij delle "Guardie rivoluzionarie" ha affermato che "cancellare la mappa di Israele non è in alcuna maniera una questione negoziabile".

#### Risposta israeliana alla minaccia atomica iraniana
Nel novembre del 2003 un quotidiano scozzese ha riferito che Israele "ha avvertito che è pronto a prendere un'azione militare unilaterale contro l'Iran se la comunità internazionale non riuscirà a fermare qualsiasi progetto di sviluppo di armi nucleari negli impianti appositamente progettati del paese". Ha citato poi il ministro della difesa Shaul Mofaz il quale ha affermato: "in nessun caso Israele sarà in grado di tollerare armi nucleari in possesso dell'Iran".
Nel dicembre del 2005 un quotidiano britannico affermò che l'allora ministro Ariel Sharon aveva ordinato allo Zro'a Ha-Yabasha di pianificare possibili attacchi contro i siti di Uranio arricchito in Iran a partire dal marzo del 2006, basandosi sulle stime dell'intelligence secondo cui sarebbe stato in grado di costruire armi nucleari entro un arco di tempo di due o quattro anni. È stato affermato che il comando delle forze speciali era nella fase più alta di preparazione per un attacco (stato G) nel dicembre dell'anno successivo.
Sharon, secondo quanto riferito, ha dichiarato: "Israele - e non solo Israele - non può accettare un Iran nucleare: abbiamo la capacità di affrontarlo e stiamo facendo tutti i preparativi necessari per essere pronti per una tale situazione". Il "Capo di stato maggiore" dell'esercito con la Stella di David Dan Halutz, è stato citato nella risposta data alla domanda su quanto Israele era pronto per andare a fermare il programma nucleare iraniano con la dichiarazione intitolata "Duemila chilometri".
L'esponente del giornalismo investigativo Seymour Hersh dice che i civili del Dipartimento della difesa degli Stati Uniti d'America guidati da Douglas Feith hanno lavorato con pianificatori e consulenti israeliani al fine di sviluppare e perfezionare potenziali obiettivi nucleari, chimici e missilistici all'interno dell'Iran.
L'8 maggio del 2006 il vicepremier Shimon Peres ha dichiarato in un'intervista concessa a Reuters che "il presidente iraniano dovrebbe ricordare che anche il suo paese può essere cancellato dalle mappe geografiche"; questo ha riferito la radio dell'esercito. Peres, premio Nobel per la pace, ha criticato in modo insolito un analista della televisione di stato israeliana, Yoav Limor, per aver parlato di aver preventivato la distruzione di un altro paese.
Sempre a maggio il "Capo di stato maggiore" delle Forze di difesa israeliane (IDF) Dan Halutz ha dichiarato che le strutture nucleari dell'Iran possono essere distrutte, suggerendo un possibile piano per realizzare proprio questo obiettivo.
Nel settembre del 2007 lo Stato ebraico ha ripetuto la politica di Israele riguardante lo sviluppo della capacità nucleare da parte dei suoi potenziali nemici (l'Operazione Orchard). Shabtai Shavit, l'ex capo del Mossad, ha asserito che le installazioni atomiche iraniane potrebbero essere distrutte entro un anno, ma non ha escluso di dover andare proprio in quella direzione.

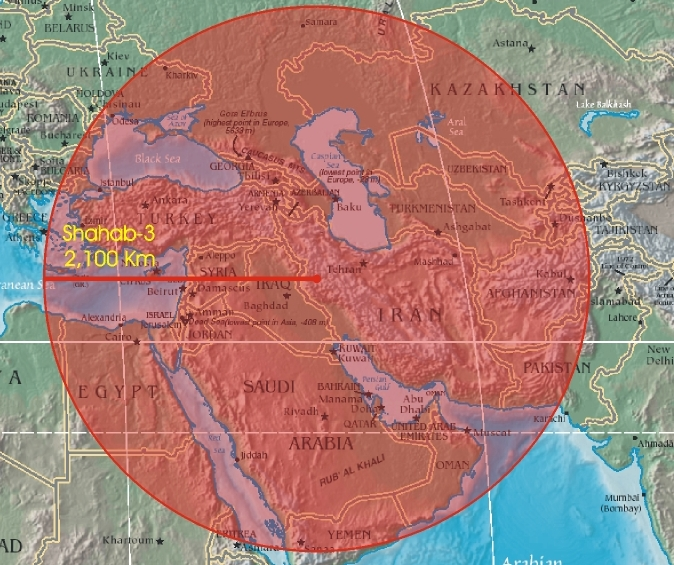
La gittata del missile Shahab-3 include il territorio di Israele.

Isaac Ben-Israel, un ex generale della Heyl Ha'Avir, ha detto che un attacco potrebbe essere effettuato in qualsiasi momento, ma solo come ultima risorsa disponibile; gli esercizi missilistici iraniani con lo Shahab-3 sono stati condotti all'inizio di luglio per dimostrare al mondo intero che Israele era a portata di mirino.
Secondo The New York Times Israele ha cercato aiuto dagli Stati Uniti d'America per poter effettuare un attacco militare mirato contro l'Iran; secondo quanto riferito avrebbe chiesto bombe anti-bunker per svolgere un attacco al principale complesso nucleare iraniano e il permesso di sorvolare l'Iraq per raggiungerne il sito a Natanz. L'amministrazione della presidenza di George W. Bush ha però respinto le richieste.
Secondo quanto riportato dall'articolo in questione i funzionari della Casa Bianca non hanno mai determinato in modo definitivo se Israele avesse deciso o meno di portare avanti l'attacco prima ancora che gli Stati Uniti potessero protestare, o se il Primo ministro di Israele Ehud Olmert stesse cercando di spingere gli USA in azioni più decisive prima che il Presidente Bush se ne andasse dall'ufficio per scadenza del mandato.
Il 27 luglio del 2009 il Ministro della Difesa Ehud Barak, nel corso di una conferenza stampa con Robert Gates, il Segretario della difesa degli Stati Uniti d'America, tenutasi a Gerusalemme, ha avvertito con estrema lucidità l'Iran che un attacco militare alle sue installazioni nucleari era ancora una delle opzioni considerate: "Crediamo chiaramente che nessuna opzione debba essere rimossa pregiudizialmente dal tavolo. Questa è la nostra politica, che intendiamo seguire; raccomandiamo anche ad altri di assumere la stessa posizione, ma non possiamo dettarla a nessuno".
Lo stesso giorno l'ambasciatrice israeliano negli Stati Uniti, Gabriela Shalev, durante un sessione speciale del Consiglio di sicurezza delle Nazioni Unite per discutere la situazione sempre più tesa venutasi a creare in Medio Oriente, ha definito l'Iran come il "più grande sostenitore del terrorismo. Il programma nucleare della Repubblica Islamica ed il suo sostegno al terrorismo internazionale rappresentano una seria minaccia per l'intera regione mediorientale".
Ancora nel 2010 il Ramatkal Gabi Ashkenazi e il direttore del Mossad Meir Dagan si sono opposti ai preparativi di Benjamin Netanyahu per un attacco di guerra preventiva contro l'Iran.
Il 5 novembre del 2012 il primo ministro B. Netanyahu ha ribadito la sua volontà di organizzare un attacco unilaterale alle strutture nucleari dell'Iran, anche senza il supporto attivo degli Stati Uniti; ciò contrasta con le valutazioni degli esperti secondo cui il supporto americano è necessario sotto forma delle più recenti munizioni anti-bunker GBU-31 le quali sono richieste per penetrare in alcune delle strutture rinforzate, come nel caso del sito di Fordo.

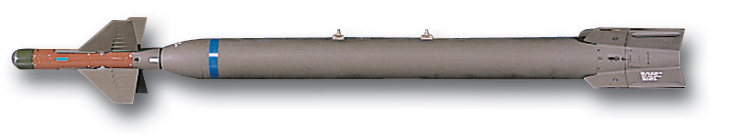
La bomba guidata GBU-28.

Attualmente (2012) Israele possiede solo la bomba guidata GBU-28, che si dice siano insufficienti per far ciò. Tuttavia, con l'annuncio di Netanyahu alla vigilia delle elezioni presidenziali negli Stati Uniti d'America del 2012, è assai probabile che le tensioni tra i due alleati aumentino di conseguenza.

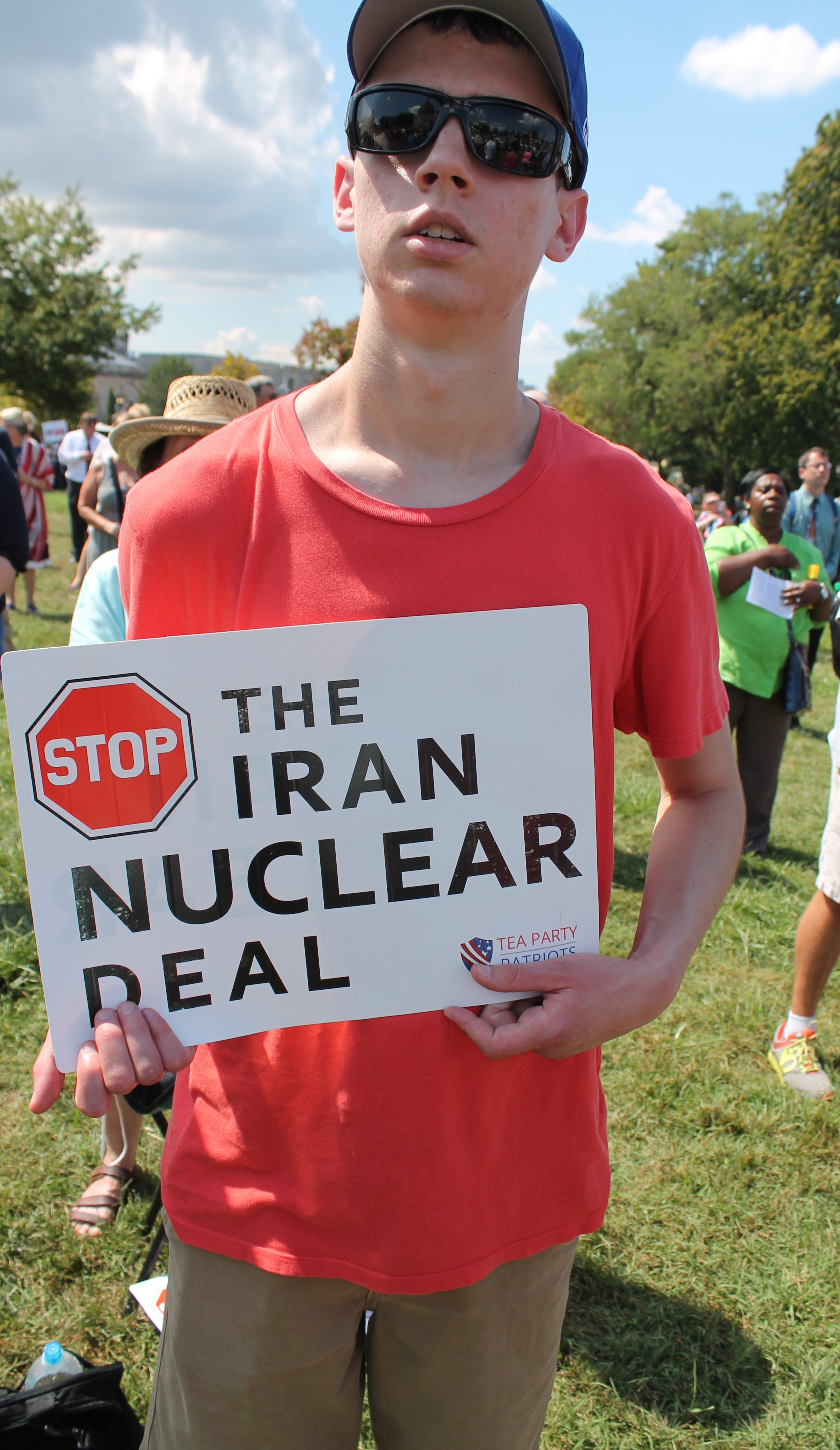
Un manifestante del movimento Tea Party protesta contro il programma di sviluppo atomico iraniano.

Nel 2013 l'ex ministro della Difesa E. Barak ha detto che, sebbene sarebbe molto difficile per Israele operare da solo, la presidenza di Barack Obama avesse già ordinato al Pentagono di preparare i piani dettagliati per un attacco americano all'Iran.
Nel settembre a seguire Netanyahu ha affermato che il presidente dell'Iran Hassan Rouhani sta cercando di acquisire un'arma nucleare e che la sua percezione di moderato lo rende un "lupo travestito da pecora".
Nel gennaio del 2014, durante una sessione plenaria al 9° Forum economico mondiale tenutosi a Davos, in Svizzera, il presidente di Israele S. Peres ha dichiarato - in risposta ad una domanda specifica concernente la minaccia rappresentata dal programma nucleare iraniano - che secondo lui "l'Iran non è un nemico" e non vi sono ostilità storiche precedenti tra i due paesi. A tale riguardo, ha anche aggiunto: "Non vedo una ragione per spendere così tanti soldi in nome dell'odio e del fanatismo".
Nel maggio del 2018 è stato rivelato che Netanyahu aveva ordinato al Mossad e ai militari già nel 2011 di prepararsi per un attacco all'Iran entro 15 giorni dal ricevimento dell'ordine; secondo il capo del Mossad Tamir Pardo il premier indietreggiò solo dopo che lui e il Capo di stato maggiore Binyamin Gantz si interrogarono sul diritto legale del primo ministro di dare un tale ordine senza la previa approvazione da parte del consiglio di Gabinetto.

#### Speculazioni
Il 26 maggio del 2006 il ministro della difesa russo Sergej Borisovič Ivanov ha ribadito l'impegno di fornire l'Iran di missile terra-aria di livello sofisticato; tuttavia il vicepresidente esecutivo di Lockheed Martin per l'integrazione del programma Lockheed Martin F-35 Lightning II, Tom Burbage, ha dichiarato che una volta che Israele ha a disposizione l'F-35 non deve più in alcun modo temere il sistema missilistico antiaereo denominato S-300.
Nel giugno del 2008 Israele ha condotto un'importante esercitazione militare che i funzionari americani hanno ipotizzato potesse essere l'addestramento per un attacco di bombardamento sull'Iran; un alto funzionario del Pentagono ha detto che uno degli obiettivi dell'esercizio era quello di inviare un chiaro messaggio agli Stati Uniti e ad altri paesi che Israele era pronto ad agire militarmente: "Volevano farci sapere, volevano che gli europei lo sapessero e volevano che gli iraniani lo sappiano". Ed ha poi aggiunto: "Ci sono molti segnali in corso a diversi livelli in questo senso".

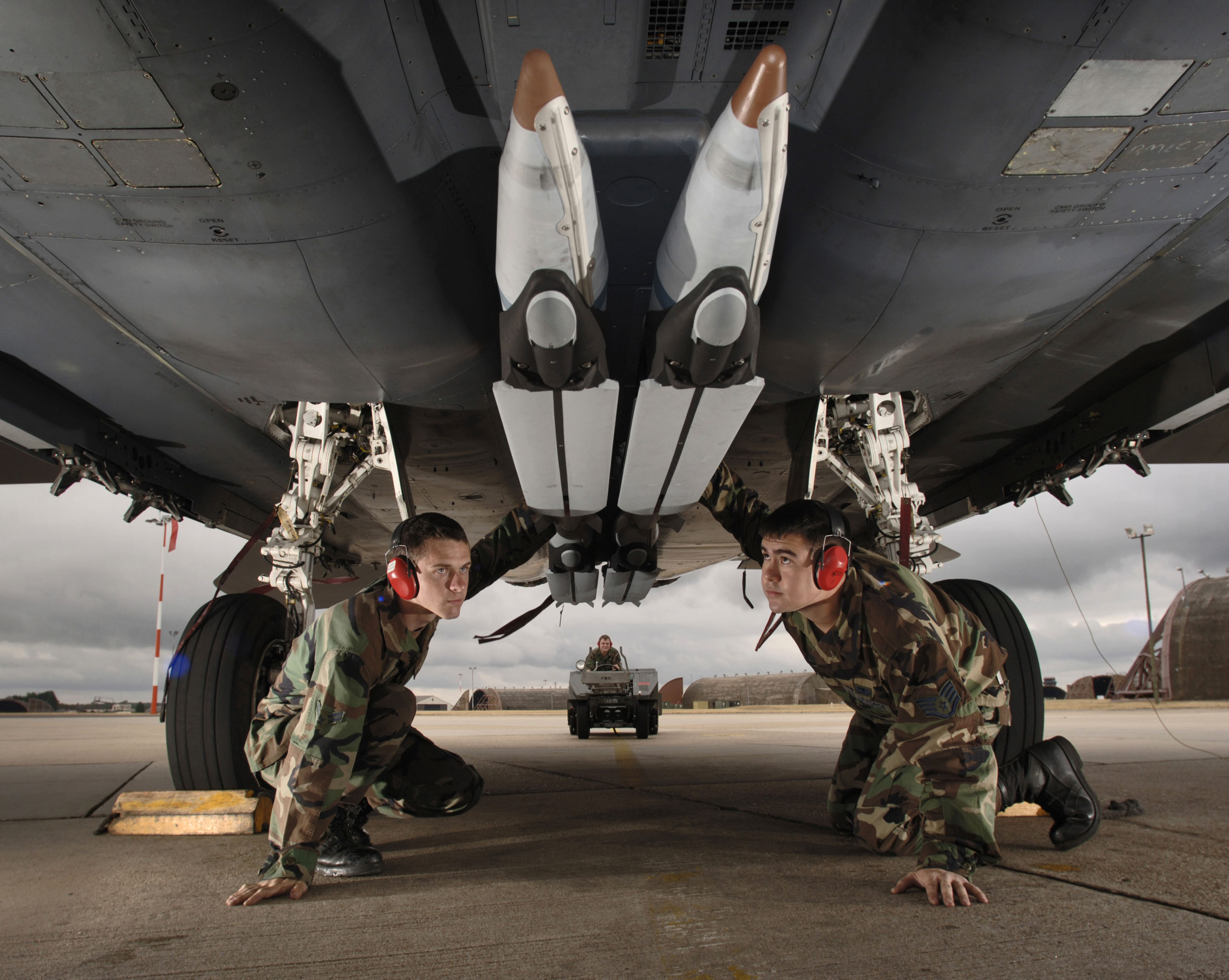
GBU-39 Small Diameter Bomb agganciate ad un McDonnell Douglas F-15 Eagle.

La presidenza di George W. Bush ha accolto la richiesta di vendere un migliaio di bomba guidata di penetrazione anti-bunker GBU-39 Small Diameter Bomb allo Stato ebraico, ma un eventuale guerra preventiva contro il sito atomico iraniano di Natanz avrebbe richiesto diverse centinaia di questi ordigni.
In un'intervista concessa nel 2009 l'agente diplomatico statunitense John R. Bolton ha sostenuto che le relazioni tra i due paesi mediorientali si sono deteriorate fino al punto che potrebbe essere "molto saggio" che ad Israele possa venire concessa la possibilità di attaccare preventivamente le strutture di ricerca nucleare dell'Iran per distruggerle.
Anche se ciò poi non fosse una soluzione permanente per porre fine alle ambizioni atomiche della repubblica islamica, ha sostenuto, potrebbe in ogni caso far ritardare i progressi della loro ricerca scientifica per un periodo abbastanza lungo da permettere il cambio di regime prima che si arrivasse a sviluppasse un'arma nucleare. Ha citato come esempio il caso del governo di apartheid in Sudafrica il quale ha rinunciato al proprio programma nucleare dopo che il governo di riconciliazione nazionale presieduto da Nelson Mandela è salito al potere.
Nell'aprile del 2009 il generale dell'United States Army David Petraeus ha dichiarato che "il governo di Israele potrebbe alla fine sentirsi talmente minacciato dalla prospettiva di un'arma nucleare iraniana da prendere in seria considerazione un'azione militare preventiva per farla derubare o comunque ritardarne la messa in opera esecutiva".

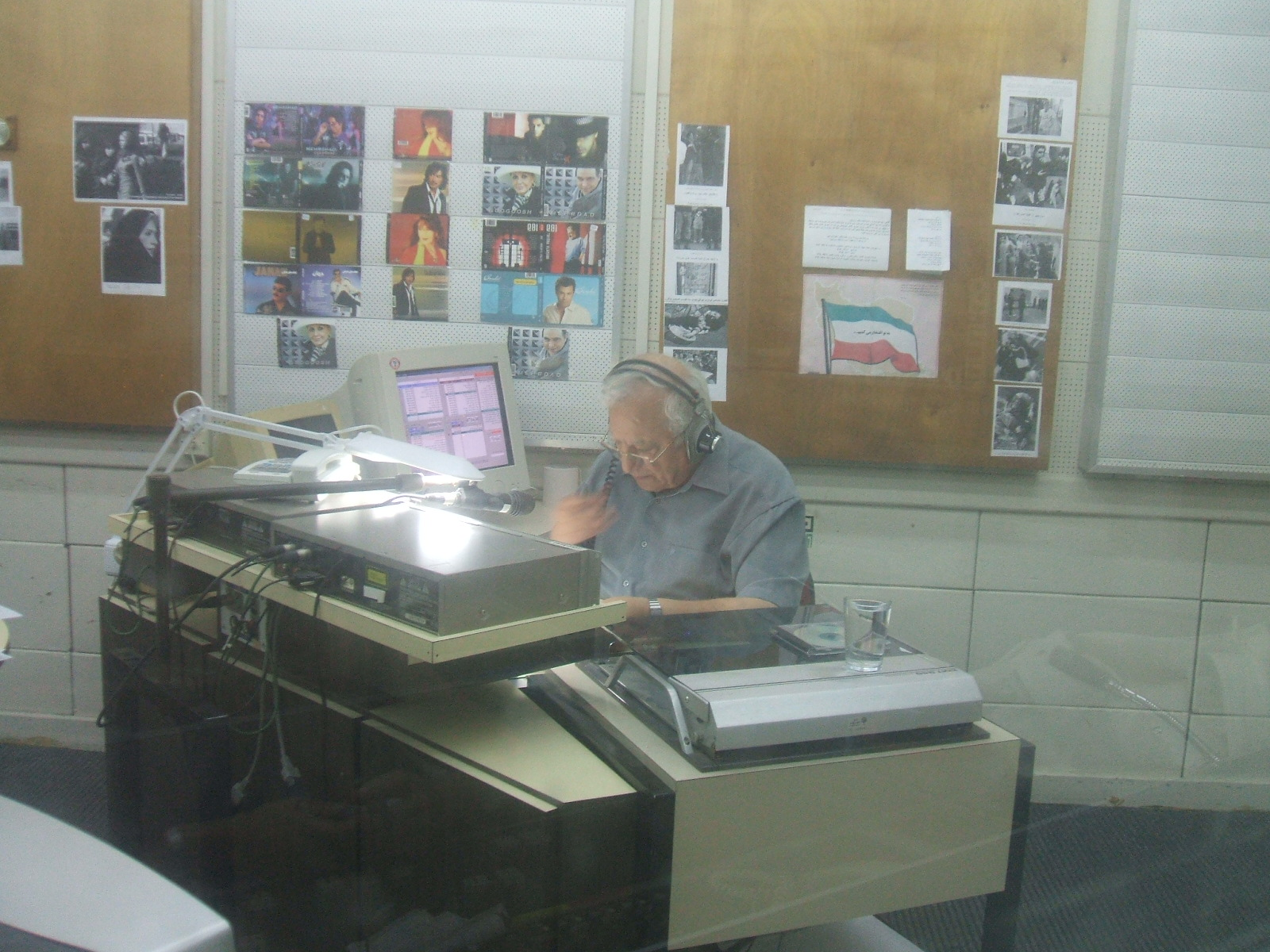
Studio di "Israel radio Persian" con Menashe Amir, di Israel Radio International.

Il 17 settembre del 2009 il ministro israeliano Ze'ev Elkin ha affermato che la consegna da parte della Russia di missili S-300 all'avversario potrebbe spingere Israele a colpire l'Iran; tuttavia nel giugno del 2010 la Russia ha votato a favore delle sanzioni comminate dall'Organizzazione delle Nazioni Unite per metterne al bando la vendita (Vedi anche le sanzioni degli Stati Uniti contro l'Iran).
È assai probabile che il prezzo globale del petrolio aumenti improvvisamente e drammaticamente se Israele decidesse di colpire le strutture nucleari dell'Iran; è altresì altrettanto probabile, seppur non nella stessa misura, che il prezzo del greggio aumenterà anche se l'Iran giungesse a sviluppare con successo armi nucleari.
Da parte sua la dirigenza politica sciita ha costantemente riaffermato che il suo programma nucleare ha scopi esclusivamente civili e pacifici, quindi che non ha l'intenzione di utilizzarlo mai per sviluppare armi atomiche; durante il corso della più recente storia dell'Iran, in particolare nel caso della guerra Iran-Iraq, esso ha sperimentato significative interruzioni della sua rete elettrica commerciale.
L'Iran ha anche continuamente sostenuto che intende esportare in ultima istanza parte dell'elettricità prodotta dai suoi reattori nucleari ai propri vicini regionali, come un modo per ampliare la sua economia dell'Iran ancora troppo prevalentemente petrolifera verso flussi di entrate più diversificati.
Nel 2012 il ministro della Difesa tedesco Thomas de Maizière ha affermato che un attacco israeliano non sarebbe destinato ad avere successo

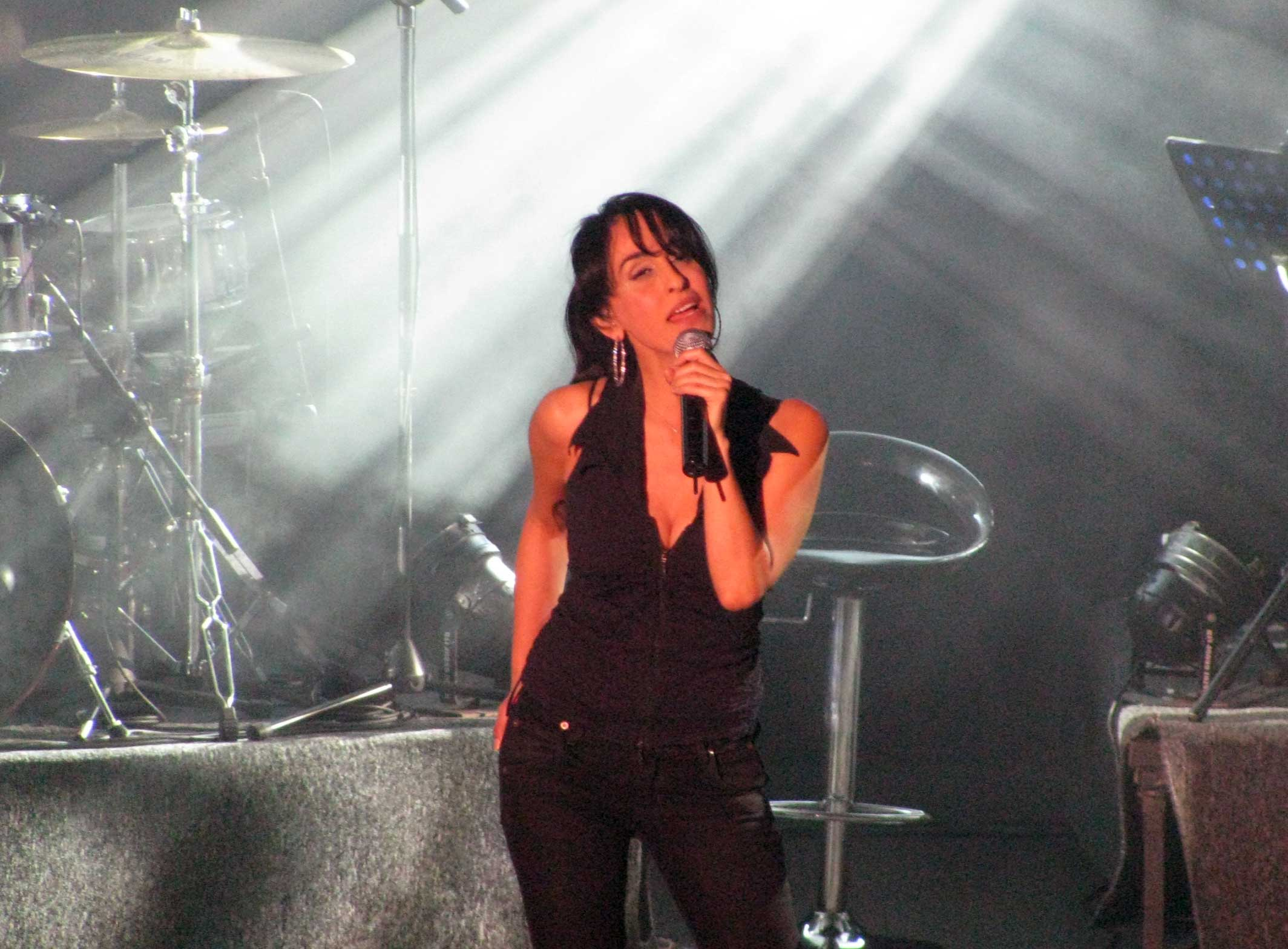
Rita Yahan-Farouz, cantante iraniana con naturalizzazione israeliana.

#### L'Iran ribatte agli avvertimenti israeliani
L'ex ministro degli esteri iraniano Manouchehr Mottaki dichiarò che Israele non era in grado di attaccare e che si stava ancora riprendendo dalla guerra del Libano (2006).
Il capo del Corpo delle guardie della rivoluzione islamica Mohammad Ali Jafari ha detto invece che lo Stato ebraico si trova alla portata dei missili iraniani e che l'Iran chiuderebbe lo Stretto di Hormuz, tagliando così i 2/5 della fornitura globale di petrolio. L'Iran possiede effettivamente questa capacità di chiudere o impedire il traffico per un mese o più e qualsiasi tentativo degli Stati Uniti di riaprirlo potrebbe intensificare ancor più il conflitto.
Sempre secondo M. Ali Jafari: "Se Israele aggredisce militarmente contro la sovranità e l'indipendenza della Repubblica islamica dell'Iran, il paese utilizzerà il suo diritto, stabilito dal diritto internazionale il quale conferma inequivocabilmente il diritto di difendere la propria sovranità con tutti i mezzi leciti a sua disposizione e, se tale aggressione viene perpetrata, l'Organizzazione delle Nazioni Unite saranno obbligate a respingere tale attacco nei confronti di uno dei suoi membri sovrani".
Il 7 febbraio del 2010 la Guida suprema dell'Iran, l'ayatollah Ali Khamenei, ha ribadito con forza che la distruzione di Israele è un'ipotesi fattuale oramai assicurata. Secondo il Tehran Times Khamenei ha riferito al leader del Movimento per il Jihad Islamico in Palestina, Ramadan Shalah che: "Israele sta andando in discesa verso il declino e la caduta e Allah vuole che la sua distruzione sia certa". Khamenei ha quindi continuato a chiamare lo Stato Ebraico "un simbolo di atrocità, cattiveria e bruttezza" e ha detto che il "sostegno al regime sionista da parte dell'Occidente è totalmente inefficace".
L'ex capo dello staff del presidente dell'Iran Mahmud Ahmadinejad, Esfandiar Rahim Mashaei, ha affermato che se Israele si fosse azzardato ad attaccare l'Iran sarebbe stato completamente distrutto entro una settimana.